# Barbe (cheval)
Vous lisez un « article de qualité » labellisé en 2022.
Pour les articles homonymes, voir barbe (homonymie).
Le Barbe (berbère : ⴰⴳⵎⴰⵔ ⴰⵎⴰⵣⵉⵖ : agmar amaziɣ ; arabe : حصان بربري) est une race de chevaux de selle originaire du Maghreb, dont l'identité se confond souvent avec celle du cheval d'Afrique du Nord.
Sous l'Empire romain, les chevaux d'Afrique du Nord sont désignés sans distinction précise de race sous le nom d′Equus numidicus du nom du Royaume de Numidie d'Afrique du Nord. Ils seront par la suite désignés sous le nom de barqī et de maghribī (maghrébin) par les arabes. Le Barbe sert alors de monture de razzia et de chasse et gagne régulièrement l'Europe, dans un premier temps avec les conquêtes musulmanes des VIIIe et IXe siècles, puis comme monture de dressage classique renommée dans diverses cours royales à partir du XIVe siècle. Il tombe dans l'oubli au XXe siècle, avec la motorisation des armées. Il est remis au goût du jour à partir de la fin des années 1980, notamment après un premier congrès mondial tenu à Alger en 1987, avec la création de l'Organisation mondiale du cheval barbe (OMCB). Durant les années 2010, le Maroc met en place des mesures d'encouragement à son élevage et aux traditions qui lui sont liées, devenant le premier pays mondial d'élevage du Barbe.
De format carré, le Barbe se caractérise par un profil de tête souvent convexe, une croupe tombante et une queue attachée très bas. Il est doté d'une grande résistance, d'un pied sûr et d'un caractère généralement coopératif. Ce cheval est associé dans l'imaginaire collectif aux charges de la fantasia (ou tbourida), bien que la majorité des chevaux de fantasia modernes ne soient pas des Barbe de pure race. Historiquement monture de chasse et cheval militaire, il est toujours mis au travail dans le Maghreb, en particulier pour la traction hippomobile dans les régions rurales. Il est devenu plus récemment un cheval de loisir polyvalent, apte notamment à la randonnée au long cours et à l'endurance.
Le Barbe s'est largement diffusé en Europe via la péninsule Ibérique, vers l'Afrique de l'Ouest subsaharienne, ainsi que dans les Amériques. Il influence un grand nombre de races de chevaux, dont le Pure race espagnole, le Criollo et le Mustang américains, et très probablement le Pur-sang anglais. Il a souvent servi de cadeau diplomatique. Le Barbe est culturellement déprécié en dépit de ses nombreuses qualités, restant dans l'ombre du cheval arabe.

## Sources

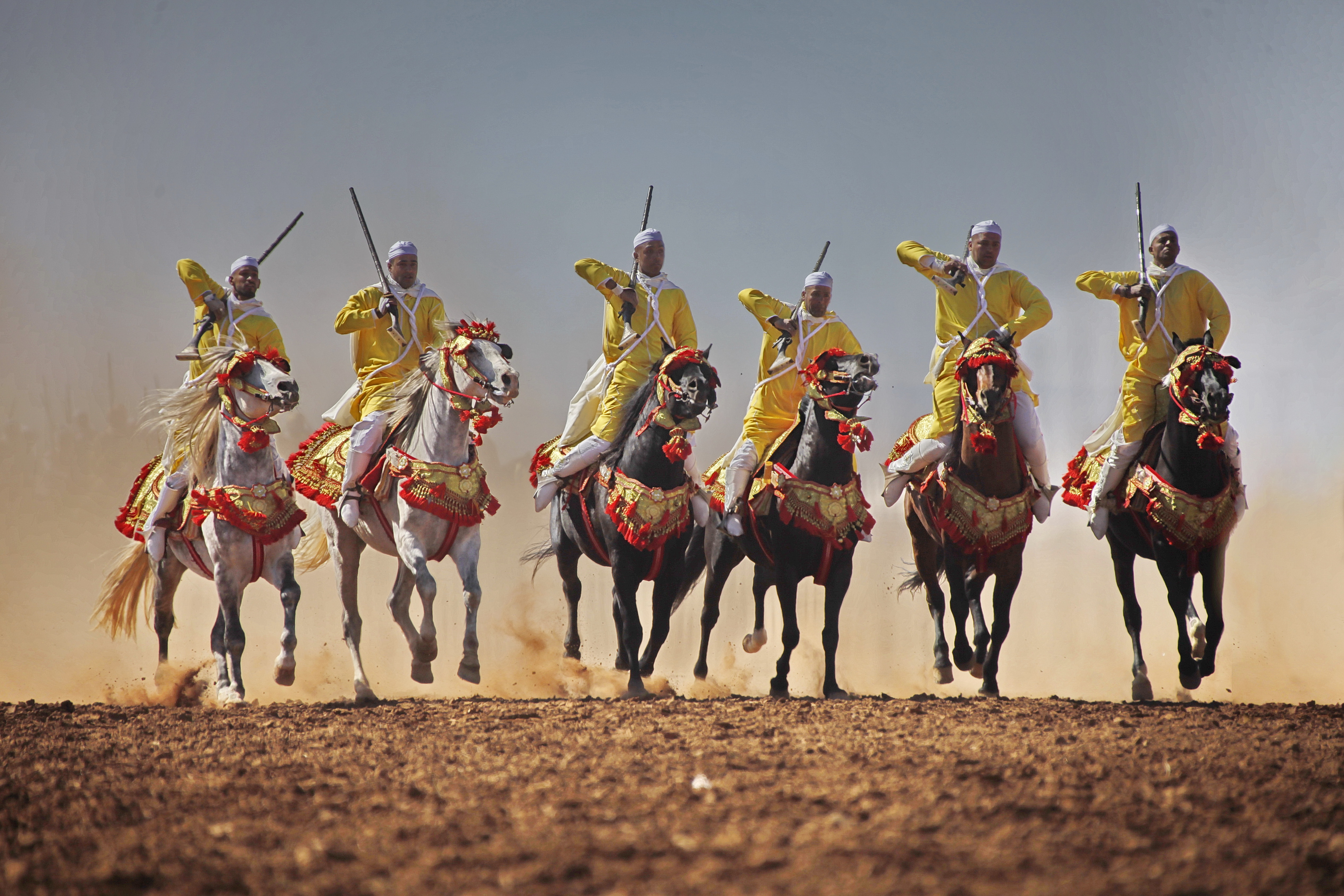
Cavaliers durant une tbourida au Maroc.

L'archiviste-paléographe Blandine Husser souligne une tendance au protochronisme parmi les sources relatives au Barbe, notamment en raison des efforts menés pour réhabiliter la race à la fin du XXe siècle. L'usage du nom « Barbe » entretient l'illusion d'une race unique qui n'aurait pas évolué entre le XVIe siècle et le XXe siècle. Toujours d'après Husser, « cette remarquable longévité, associée à l'irréductible confusion entre cheval barbe et cheval d'Afrique du Nord, a conduit la majorité des ouvrages publiés à créer une filiation artificielle et quasi-exclusive entre les équidés présents au Maghreb depuis plusieurs millénaires et les chevaux actuels » ; elle décrit à cette situation l'avantage de pouvoir facilement consulter des sources relatives à une population chevaline identifiée géographiquement, mais aussi le désavantage cité ci-dessus.
L'une des plus importantes sources coloniales à propos du Barbe est publiée dans Les Chevaux du Sahara, ouvrage écrit par le général français Eugène Daumas sur la base de sa correspondance entretenue durant les années 1850 avec l'émir algérien Abdelkader ibn Muhieddine ; c'est la seule source coloniale dont l'approche anthropologique est respectueuse des Algériens.
Pour l'historien marocain Abdallah Laroui (qui s'exprime en 1987) les études d'historiens sur le cheval barbe sont relativement pauvres, de même que selon le professeur d'histoire français Paul Vigneron (auteur d'une thèse Le cheval dans l'antiquité gréco-romaine publiée en 1968). Le lieutenant de cavalerie Jean Licart publie en 1923 Le cheval barbe et son redressage, ouvrage marqué par son « mépris pour les indigènes », voire par une « arabophobie caractérisée », ce dont il se défend. L'éditeur français Jean-Louis Gouraud et l'ancien commandant de spahis Denis Bogros publient durant les années 1980 un ouvrage récapitulatif consacré au Barbe. En 2020, le Dr en médecine vétérinaire Yassine Jamali, résidant au Maroc, publie la monographie Le Cheval barbe, principalement dédiée au Barbe, aux éditions Actes Sud, dans la collection dirigée par Jean-Louis Gouraud.
Il n'existe aucun travail sérieux publié au sujet du Barbe d'Afrique de l'Ouest, en dehors de The Origin of the domestics animals of Africa de H. Epstein, en 1971.

## Étymologie et définition

### Origine du nom «Barbe»
La première attestation connue du nom « Barbe » provient de la traduction de l'œuvre Description de l'Afrique d'Hassan al-Wazzan (Léon l'Africain), précédant la reprise de ce nom dans toute l'Europe,,. La race Barbe tire son nom des États barbaresques selon l'historien français Jean-Marie Lassère, qui l'assimile à la tradition des noms territoriaux ; Gouraud assimile le Barbe aux Berbères (nom européen des Imazighens), déclarant que « leur histoire, leurs destins sont indissociables ». La race de chevaux locale est aussi nommée « Berbère » par les Européens, en référence à cette région nommée « Berbérie » ou « Barbarie » sous l'Empire romain,,. Le nom de « berbère » provient du grec ancien barbaros, un terme repris par les Romains pour désigner les non-romains et notamment les Numides. Avant cette distinction étymologique, la notion de « cheval barbe » se confondait avec celle de genet d'Espagne ou de cheval zénète, désignant des montures élevées par les Maures (nom européen des conquérants d'Al-Andalus), dans la Péninsule Ibérique,.

### Définition du nom «Barbe»

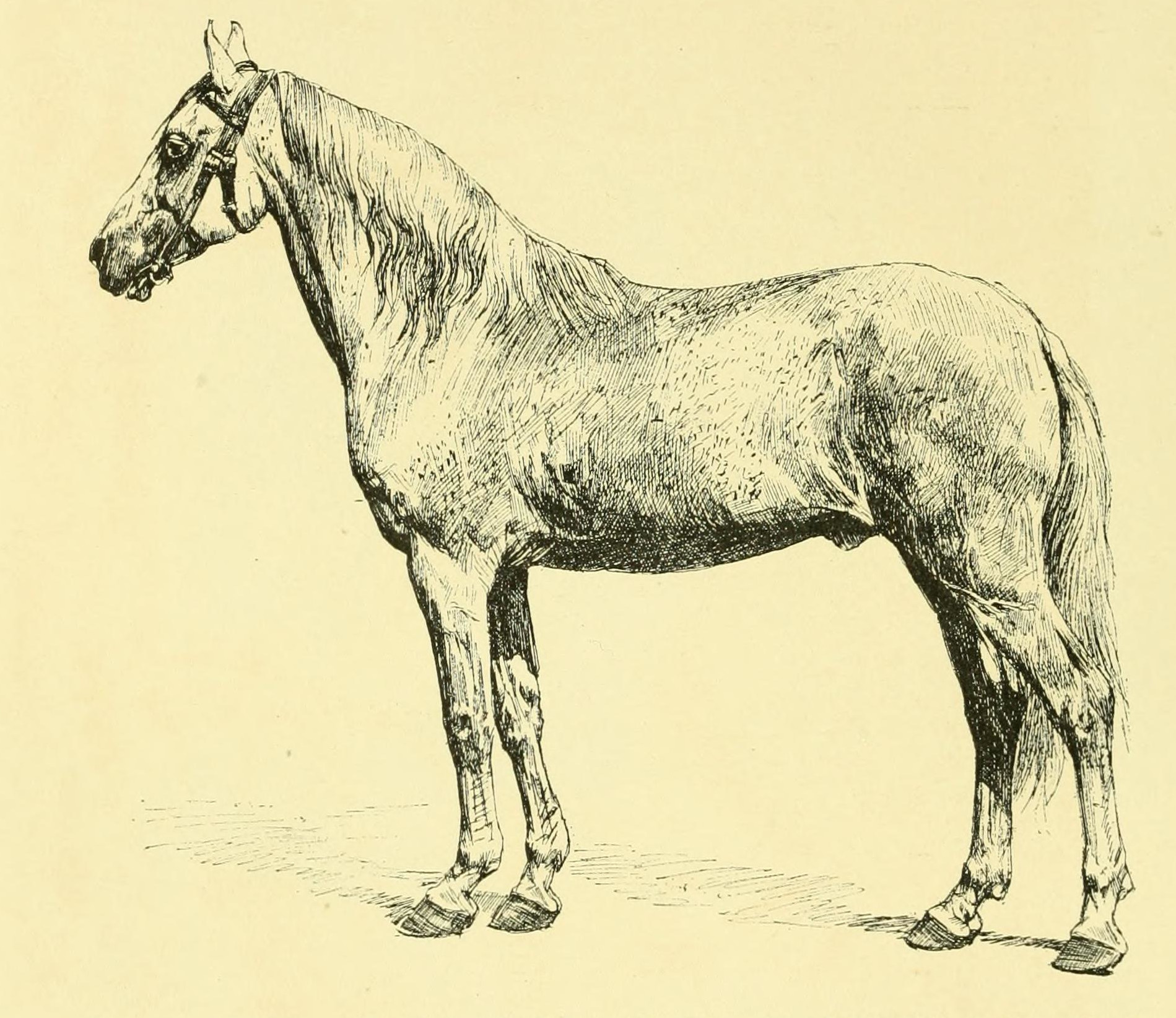
Kif-kif, étalon Barbe du Sahara, premier prix de l'exposition universelle de 1878.

Jamali, Husser, et Lassère dans une moindre mesure, soulignent le caractère générique du nom « Barbe », attribué par des Européens à tout cheval originaire d'Afrique du Nord. Pour Jamali, l'unicité du cheval Barbe dans l'ensemble du Maghreb constitue un dogme et un legs colonial, en cachant la diversité réelle de ces populations chevalines.
Historiquement, les Nord-Africains et les Andalous opèrent une distinction entre leurs chevaux, non par « race », mais par usage : selle, bât ou labour. Selon l'historien Robin Law (2018), la plupart des auteurs s'accordent pour distinguer quatre grands types de chevaux en Afrique : l'Arabe (ou « Aryen »), le Barbe (ou « Barbare »), le « poney », et le Dongola. Le Barbe et le Dongola appartiennent au même groupe, celui des chevaux africains de type occidental, à profil de tête convexe. Cependant, la notion de Barbe reste peu claire, tout particulièrement au XIXe siècle. Le général Eugène Daumas se refuse à établir une « ligne de démarcation trop tranchée entre le Barbe et l'Arabe », :

« Appelez-le maintenant persan, numide, barbe, arabe de Syrie, nedji, peu importe, toutes ces dénominations ne sont que des prénoms, si l'on peut parler ainsi, le nom de famille est un : cheval d'Orient »

— Eugène Daumas, Les Chevaux du Sahara
Lassère analyse ce passage comme une preuve que la notion de race barbe n'a pas à cette époque le sens connu de nos jours. Cette confusion dans la définition du Barbe provient notamment de l'application du concept occidental de race animale aux pratiques du Maghreb, qui en diffèrent sur bien des aspects,. Initialement objet d'une multitude de définitions,, le Barbe est progressivement décrit par opposition à la race arabe (un autre cheval oriental),. Le nom générique de « Barbe » perdure jusqu'à nos jours, en favorisant des dérives qui conduisent à qualifier ainsi des chevaux d'Afrique du Nord issus de croisements avec d'autres races plus grandes et plus lourdes.

## Histoire

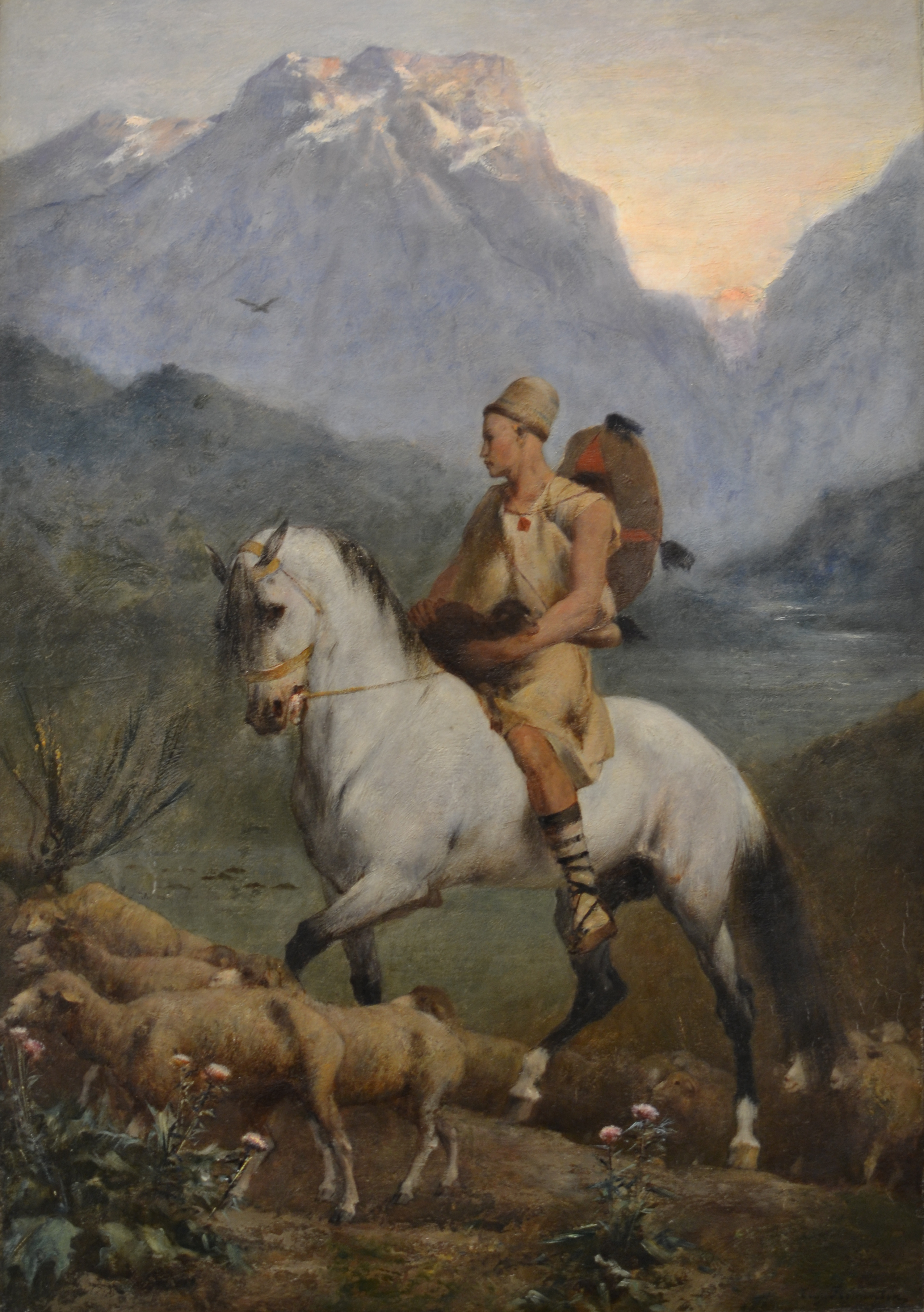
Berger kabyle, peinture d'Eugène Fromentin, exposée en 1861 au Salon de peinture et de sculpture.

### Origines de la race Barbe
L'origine du Barbe, souvent décrit comme l'une des plus anciennes races de chevaux au monde,,,, est l'objet de très nombreuses controverses. Du fait de la position géographique de l'Afrique du Nord, les migrations de chevaux ne peuvent avoir que deux origines : depuis l'Est (Égypte, Soudan...), ou bien depuis le Nord, en traversant le détroit de Gibraltar. Husser souligne que l'ancienneté revendiquée pour le Barbe repose essentiellement sur trois constats : des ressemblances morphologiques dans les représentations ; un rôle militaire permanent de l'Antiquité jusqu'aux années 1960 ; des qualités comportementales. Il n'existe aucune consensus quant à la date d'apparition d'une race « Barbe » en Afrique du Nord.

#### Un cheval préhistorique?
Le professeur H. Epstein (The origins of the domesticated animals of Africa, 1971), Ahmed Rayane (éleveur algérien et juge international de chevaux Barbe), le journaliste autrichien Martin Haller, ainsi que le Dr Jamali (en 2020), soutiennent une origine préhistorique du Barbe, notamment en raison de la présence de restes archéologiques, et de l'originalité des harnachements et des techniques équestres nord-africains. Bonnie Lou Hendricks (université de l'Oklahoma) soutient (1995 et 2007) que le cheval préhistorique du sud ibérique a traversé le détroit de Gibraltar, léguant son profil de tête convexe au Barbe.
Après les découvertes de l'équipe du paléogénéticien Ludovic Orlando, l'hypothèse d'une origine préhistorique divergente des autres sources de chevaux domestiques doit être abandonnée ; Jamali plaide alors (en 2024) pour des études paléogénétiques et comparatives du Barbe avec d'autres races de chevaux.

#### Le mélange de plusieurs autres races?

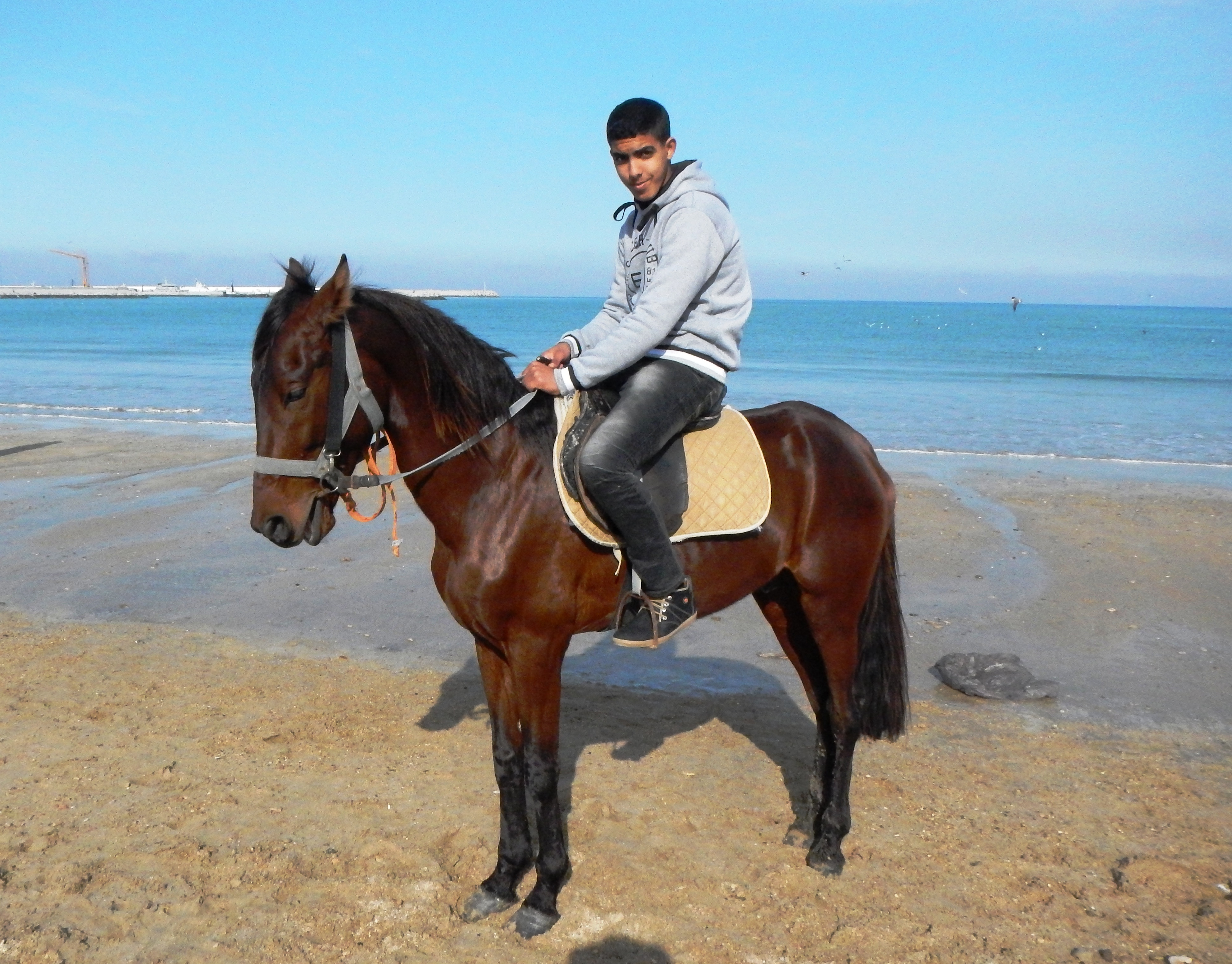
Barbe monté par un jeune cavalier à Tanger.

Le Professeur Mohammed Piro (Institut agronomique et vétérinaire Hassan-II) et ses collègues estiment (en 2019) que « l'hypothèse la plus probable reste celle qui considère le cheval Barbe comme le produit de croisement de plusieurs races chevalines grâce à la position géographique de l'Afrique du Nord ».
Au IIe millénaire av. J.-C., vers environ - 1 200 ans, le cheval domestique y est introduit par des peuples humains dont l'origine reste à déterminer. Jean-Louis Gouraud estime « probable » que ces chevaux soient à l'origine du Barbe, dont l'histoire peut selon lui être retracée sur deux millénaires. Pour Hendricks, ces chevaux domestiques (issus selon elle d'Asie centrale avec une souche proche du Caspien et du Turcoman, et peut-être de la Méditerranée) ont rencontré la souche sauvage déjà présente (le cheval du sud ibérique), et le croisement des deux a donné le Barbe ; elle précise cependant que l'origine de ces chevaux venus de l'Est reste spéculative, citant entre autres le Nisaen, doté d'un profil de tête convexe.
Pour l'autrice tchèque Helena Kholová (1997), le Barbe descend de chevaux carthaginois, eux-mêmes issus d'un mélange entre des montures venues d'Égypte, de Phénicie et de Grèce, peut-être avec l'influence de chevaux amenés par les Vandales depuis la Péninsule Ibérique, à la fin de l'Antiquité. Le Dr Nicolas Perron, médecin et directeur du collège arabe-français d'Alger (1798-1876), voit dans le Barbe le résultat d'un croisement entre le cheval Barcéen (de Barca) élevé par les Grecs, et le cheval Numide. Le professeur Paul Dechambre et R. de Prémorel, qui semble citer ce dernier, soutiennent que la race Barbe provient du croisement régulier entre deux autres races de chevaux présentes en Afrique, l'Arabe et le Dongola. La parenté entre le Barbe et le Dongola est souvent évoquée par les zootechniciens. Enfin, Samson, repris par le journaliste anglais Elwyn Hartley Edwards (1992), postule que l'ancêtre du Barbe provient du désert de Nubie.
Une théorie ancienne (désormais abandonnée), soutenue entre autres par les vétérinaires militaires coloniaux Charles-Alexandre Piétrement (1883) et Eugène Aureggio, ; par Y. de la Fosse David et par C. Lespinasse, prête au Barbe des origines mongoles, auxquelles s'ajoutent par la suite différentes influences. Piétrement soutient qu'il n'aurait jamais existé de cheval indigène en Afrique du Nord, et que le Barbe montrerait une forte influence des montures introduites par les Vandales ; aucun document archéologique ne permet de soutenir cette théorie.

#### Une hypothèse abandonnée: l'origine arabe

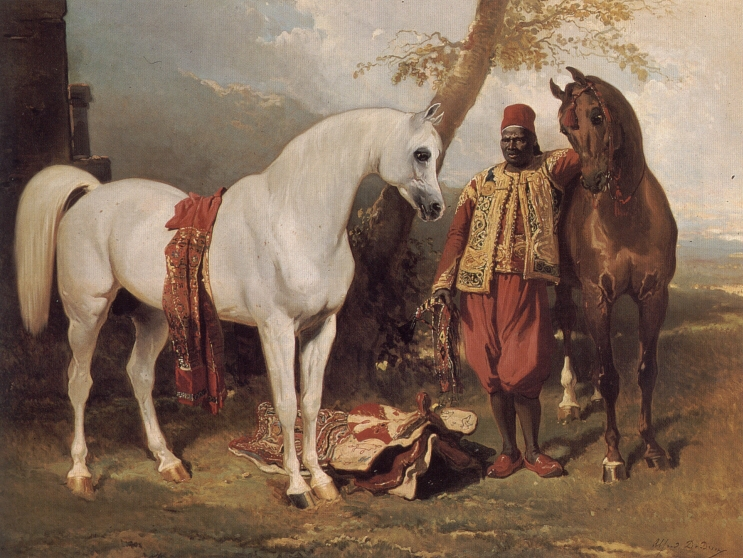
Les montures d'Abd-El-Kader d'Alfred de Dreux, une œuvre typique de l'arabomanie équestre, prêtant à l'émir d'Algérie la possession de chevaux arabes (tête de profil concave, port de queue élevé), alors qu'il aimait les Barbe.

L'influence éventuelle de l'Arabe sur le Barbe a suscité de très vifs débats historiques, certains auteurs affirmant que le Barbe est à l'origine de l'Arabe, d'autres l'inverse,.
Dans son Traité sur l'hygiène, l'élevage et l'amélioration des animaux domestiques en Algérie (1847), le vétérinaire militaire Louis Mercier voit dans l'Arabe le cheval primitif d'Algérie, modifié par des croisements avec les montures des Vandales, des Turcs et des Espagnols. Il décrit des chevaux au profil concave qui semblent davantage correspondre à un fantasme esthétique qu'à la réalité du terrain, tout cheval éloigné de cet idéal morphologique étant qualifié de « dégénéré ». Dans une lettre datée de décembre 1854, l'émir Abdelkader affirme que l'ancêtre du Barbe a migré depuis la Palestine, ce que Daumas interprète en attribuant le nom générique de « cheval d'Orient » à la fois aux populations chevalines de l'Afrique du Nord et du Moyen-Orient. Lady Wentworth voit dans l'Arabe, amené lors des conquêtes musulmanes, l'origine du cheval d'Afrique du Nord. Depuis, l'arabomanie équestre perdure à travers les descriptions de l'Arabe comme cheval « améliorateur » d'autres races.
L'hypothèse d'une origine arabe du Barbe est désormais abandonnée. Pour Lassère (1991), les preuves historiques permettent d'attester l'existence de chevaux d'une race particulière en Afrique du Nord dont l'origine exacte (race naturelle ou influence de croisements) reste à déterminer, et « l'hypothèse d’une origine de la race barbe par dégénérescence du type oriental doit être définitivement écartée, aucune donnée historique, archéologique ou zoologique, ne permettant de l’accréditer ». Edwards (1992) réfute l'influence arabe en raison de la différence de morphologie. Le Dr Jamali (2020) et Kholová (1997) soutiennent une influence très limitée de l'Arabe, sinon l'absence d'influence, pour des raisons historiques d'une part, et pour divergence morphologique d'autre part,.

### À l'époque romaine

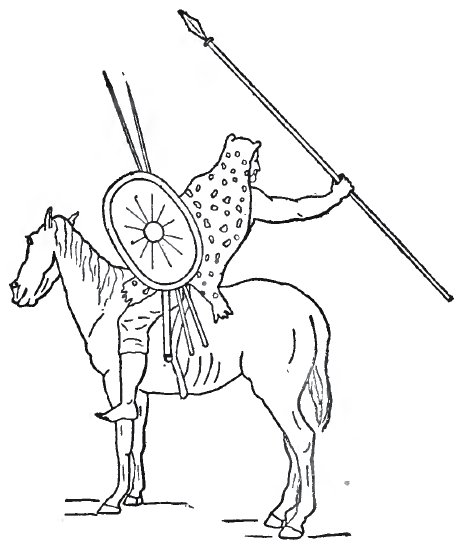
Un cavalier numide, vu par Theodore A. Dodge.

Des preuves d'élevage de chevaux en Afrique du Nord sont attestées dès l'Antiquité, via des sources romaines, sous le nom de « cheval libyen »,. Perron, Lassère et Gouraud, estiment que la cavalerie d'Hannibal Barca, qui menaça Rome, était peut-être composée d'ancêtres du Barbe actuel. Cependant, les auteurs antiques (notamment Strabon) ignorent la notion de race de chevaux, en particulier la caractérisation d'après la morphologie,,. Il n'existe aucune preuve permettant de rattacher ces chevaux au Barbe moderne, et de plus, les sources se limitent à la description de chevaux originaires des régions côtières du Maghreb, rien n'étant connu à propos de ceux des bordures du Sahara.
Tite-Live décrit le galop des chevaux des Numides, Equus Numidici, et leur modèle, « petits et fluets ». Parmi les sources écrites les plus connues, figurent les Cynégétiques de Némésien au IIIe siècle, qui décrit la vigueur de la course du cheval maure.

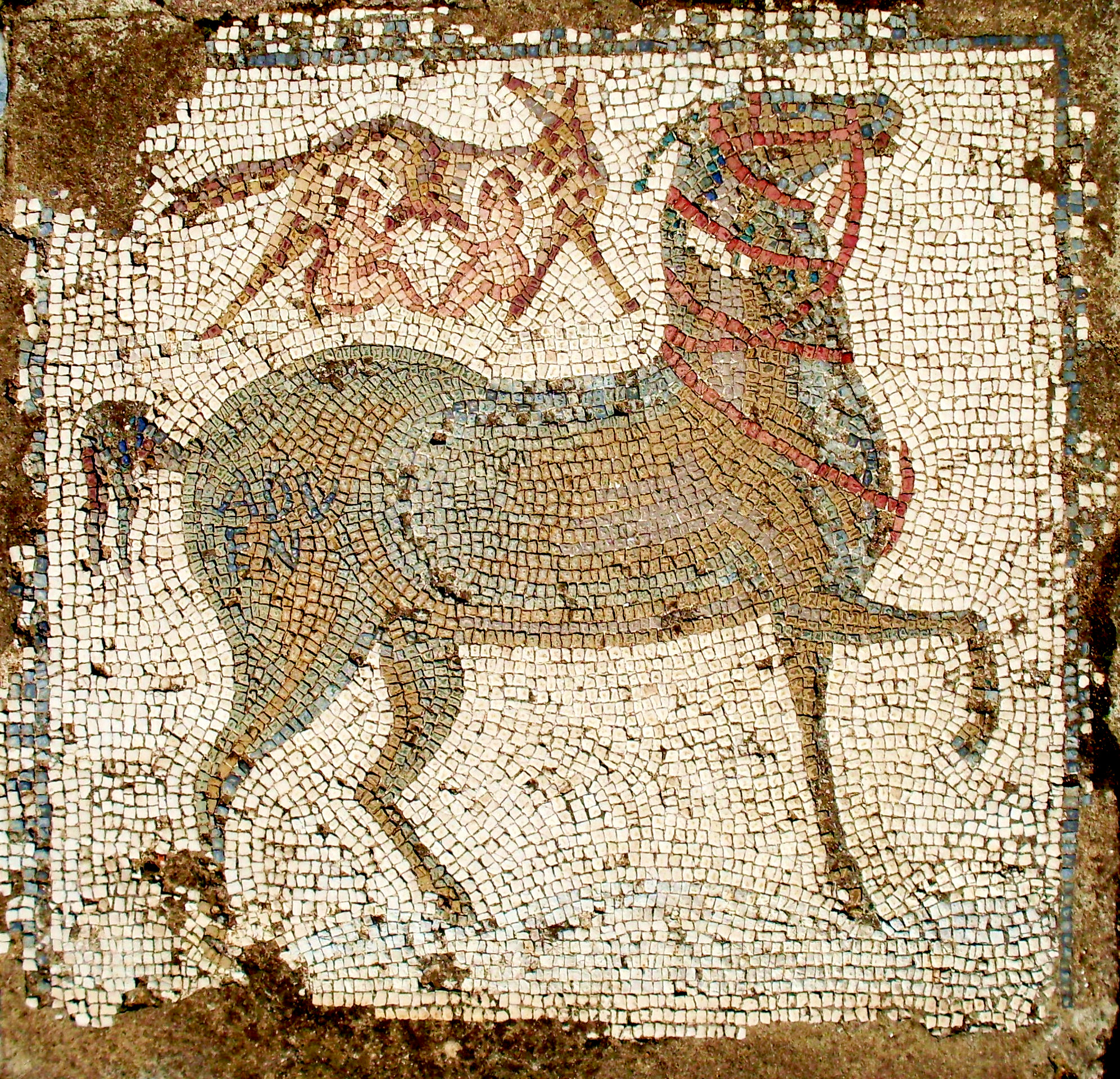
Panneau de mosaïque avec un cheval et une louve sous laquelle se trouvent deux enfants, peut-être les jumeaux Romulus et Rémus.

En plus des sources littéraires, il existe des représentations antiques de chevaux, sous forme de mosaïques et de reliefs sculptés. Lassère les décrit comme « très réalistes », tandis que Vigneron les estime « pratiquement inutilisables pour l'étude des races ». Pour Lassère, certaines correspondent aux caractéristiques externes du Barbe (profil de tête, croupe, implantation de la queue). La mosaïque des chevaux de Carthage, qui montre des chevaux de course préparés pour une course de cirque et munis de colliers avec le nom entier ou abrégé du propriétaire, présente 56 panneaux exposant des portraits de chevaux que l'historien de l'Art Mongi Ennaïfer estime être des Barbe. Les ruines de Volubilis montrent aussi de tels chevaux.
La cavalerie numide, montée sans mors ni étriers, est utilisée par les troupes romaines. Ces animaux font l'objet d'un commerce dans tout l'Empire romain, et gagnent de nombreux pays de la Méditerranée, comme l'Italie (en particulier pour ceux élevés dans des haras) et la France. Il n'existe cependant pas d'indication du prix de commerce de l'époque.
À la fin de l'antiquité (439 - 533), les Vandales établissent un petit royaume en Afrique du Nord, après avoir amené leur cavalerie ; l'influence de leurs chevaux est évoquée par différents auteurs, cependant, Jamali estime que l'effectif ne devait pas dépasser les 3 000 ou 4 000 têtes, rendant son influence négligeable.

### À l'époque musulmane

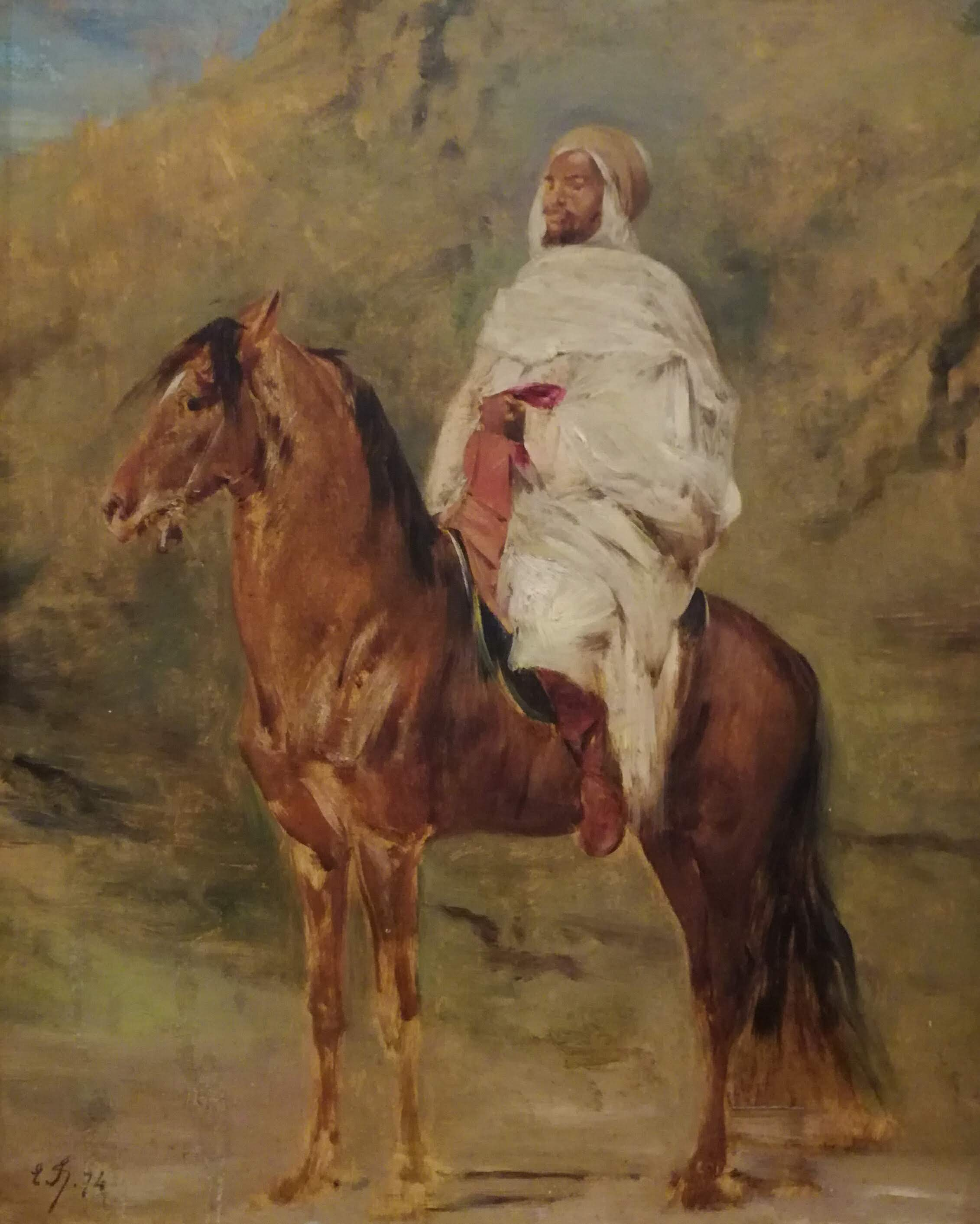
Cavalier, tableau orientaliste d'un cavalier algérien peint par Eugène Fromentin, exposé au Musée national des Beaux-Arts d'Alger.

Durant toute l'époque musulmane, les chevaux d'Afrique du Nord sont sélectionnés pour répondre aux besoins d'un mode de vie nomade incluant des razzias, des chasses à l'autruche ou à la gazelle, et des conquêtes militaires qui demandent en général une grande mobilité et de la sûreté de pied de la part des montures,. Selon Jamali, cette époque correspond à un « âge d'or » pour le Barbe.
Des « chevaux de Berbera à la queue coupée » sont mentionnés par le poète pré-islamique Imrou'l Qays. Abu Bakr Muhammad ibn Ibrahim ibn al-Mundhir al-Naysaburi (en) (855 - 930 ; أبو بكر محمد بن إبراهيم بن المنذر بن الجارود النيسابوري) établit une liste de dix lignages des chevaux du monde musulman, dans laquelle il cite le barqī (cheval d'Ifriqiyya) comme étant le plus mal proportionné, et le maghribī (cheval du Maghreb) comme étant celui qui donne les meilleurs produits. Al-Nowaïri (1278-1333) décrit de très nombreux chevaux, « les plus forts que les musulmans aient jamais vu », en Afrique du Nord.
Al-Maqrîziy (1364-1441) explique dans les Khiṭaṭ que Qalāwūn préfère les barqīs pour leur efficacité au combat. Selon l'analyse d'Agnès Carayon, al‑Maqrīzī « sous‑entend qu’à ses yeux, les barbes étaient de meilleurs chevaux de guerre que les arabes. Le témoignage d’Ibn Taghrī Birdī à propos de Barqūq semble aller dans le même sens ». Le traité de chasse de Mohammad ibn Mankalī et La parure des cavaliers et l'insigne des preux (arabe : حـلـيـة الـفـرسـان و شـعـار الـشـجـعـان ; DMG : Kitâb hilyat al-fursân wa shi'âr al-shuj'ân) d'Ibn Hudhayl conseillent tous deux de sélectionner les chevaux sur leurs qualités de vitesse et de résistance. Jamali cite de nombreux commentaires relatifs aux chevaux d'Afrique du Nord, ainsi que des échanges commerciaux, durant toute la période musulmane.
Léon l'Africain observe que le Barbe est nourri d'orge, tandis que l'Arabe reçoit du lait de chamelle.
Durant la régence d'Alger (1516-1830), le Barbe est croisé avec des chevaux turcs et turcomans. Avant la colonisation française, les chevaux des bordures du désert sont, notamment pour l'émir Abdelkader ibn Muhieddine, les plus réputés. Ces animaux sont sélectionnés sur leur aptitude à la guerre et à la course de vitesse, ce qui leur confère « endurance, rusticité et vitesse ». Leur modèle est plutôt fin et longiligne.

#### Exportations vers l'Europe

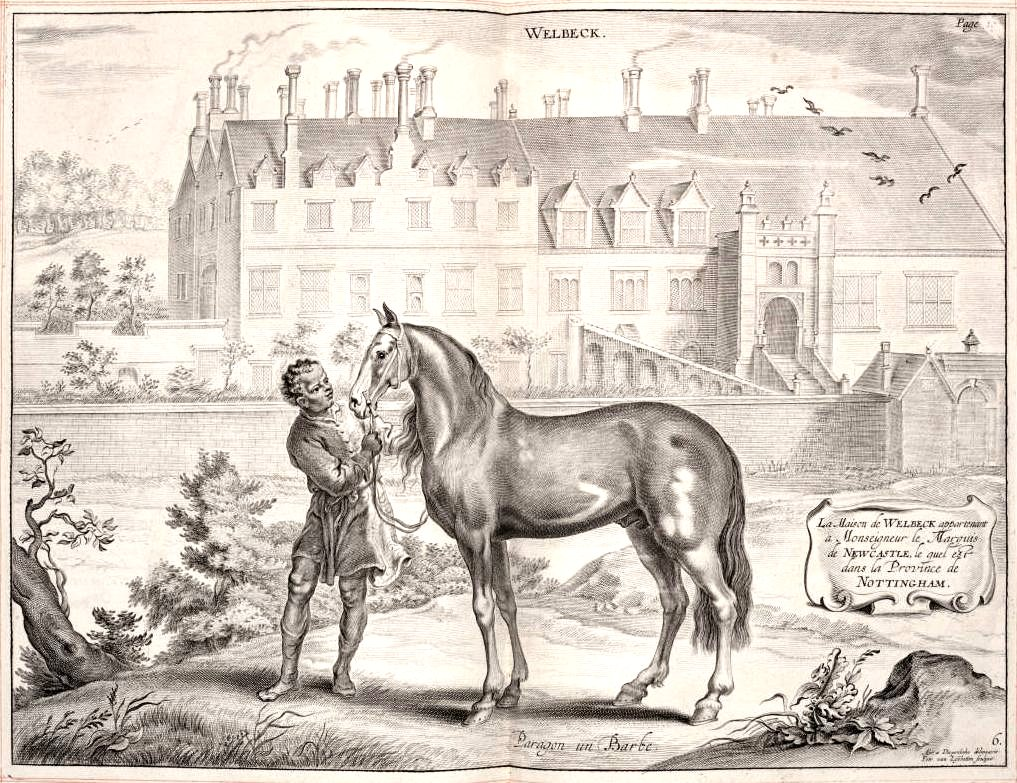
Paragon, un Barbe, d'après une gravure de C. Caukercken, reprise du peintre néerlandais Abraham van Diepenbeeck, 1743.

Aux VIIe et VIIIe siècles, de nombreux chevaux d'Afrique du Nord arrivent en Europe par la péninsule Ibérique, notamment avec les conquêtes musulmanes,,,,. La tradition orale suppose que les cavaliers du Prophète ont utilisé les chevaux d'Afrique du Nord, en arrivant dans cette région. La présence du Barbe dans la Péninsule Ibérique devient alors régulière, jusque durant la première moitié du XVIe siècle. Les Aghlabides de Tunisie conquièrent la Corse, la Sicile et le sud de l'Italie avec leurs montures, vers 840,.

« Leur cheval imprégna de son sang tout le cheptel chevalin du sud de l'Europe, en dessous du parallèle passant par la basse Loire. »

— Denis Bogros, Le Cheval barbe
Le cheval Andalou, issu de l'influence du Barbe, évolue indépendamment à partir de 1492. Le Barbe remonte les écuries royales des cours d'Europe depuis le XIVe siècle. Selon Shakespeare, Roan Barbary, présumé Barbe à la robe rouan, devient la monture favorite du roi Richard II (1377-1399),. Vers 1615, le jeune Louis XIII monte Le Bonite, un étalon Barbe mentionné par l'écuyer Antoine de Pluvinel dans son œuvre Le manège royal,,. Ce dernier vante les qualités et les aptitudes du Barbe au dressage classique, en 1623. D'après Bogros, William Cavendish de Newcastle donne lui aussi sa préférence au Barbe pour son modèle, sa force et sa docilité. Le poète anglais Gervase Markham (1568-1637) témoigne d'avoir assisté à une course de chevaux en Angleterre, durant laquelle un cheval noir local a battu le meilleur Barbe de l'époque. L'écuyer français Jacques de Solleysel (1617-1680) estime que le Barbe est le meilleur cheval de manège, supérieur même au cheval d'Espagne. Lorsque les haras nationaux français sont établis en 1665, des étalons Barbe sont mis à disposition dans toute la France pour la reproduction du cheval de selle militaire.
En 1661, Charles II d'Angleterre reçoit le port de Tanger en dot, et exporte dès lors de nombreux Barbe vers la Grande-Bretagne, pendant les 21 ans de domination anglaise sur la ville,,. D'après Éphrem Houel, jusqu'en 1700, en Europe, le Barbe est estimé au moins à l'égal de la race arabe. Selon le professeur de littérature Guy Turbet-Delof, en Europe aux XVIIe et XVIIIe siècles, un Barbe se négocie deux à trois fois plus cher qu'un cheval espagnol. François Robichon de La Guérinière vante aussi les qualités du Barbe en 1733, l'estimant supérieur au cheval Andalou,. Tout au long du XVIIIe siècle, les auteurs européens distinguent nettement le Barbe de l'Arabe, et d'autres races de chevaux dits orientaux. Le commerce de ce cheval est devenu si commun qu'il est possible d'en acquérir même en Europe septentrionale. Le Barbe a peut-être fait partie des armées de Napoléon Ier.

#### Le Barbe en Afrique subsaharienne
Le Barbe gagne aussi l'Afrique subsaharienne, qui se retrouve dans l'aire d'influence de la civilisation musulmane. Il traverse le Sahara dans un flux constant du Nord vers le Sud ; vraisemblablement le long de routes commerciales établies entre le Soudan et le Maghreb d'une part, et entre Tripoli et Gao d'autre part (la « route des chars »). À partir des XIIIe et XIVe siècles, d'après Robin Law, une nouvelle tradition d'usage du cheval se développe en Afrique de l'Ouest subsaharienne, en s'appuyant sur le savoir technique des peuples musulmans et sur des importations de montures d'Afrique du Nord de race Barbe et Arabe.
Le marchand vénitien Alvise Cadamosto témoigne dans son journal de voyage (années 1460) de l'exportation de chevaux du Maroc vers le Sénégal

### Période coloniale française

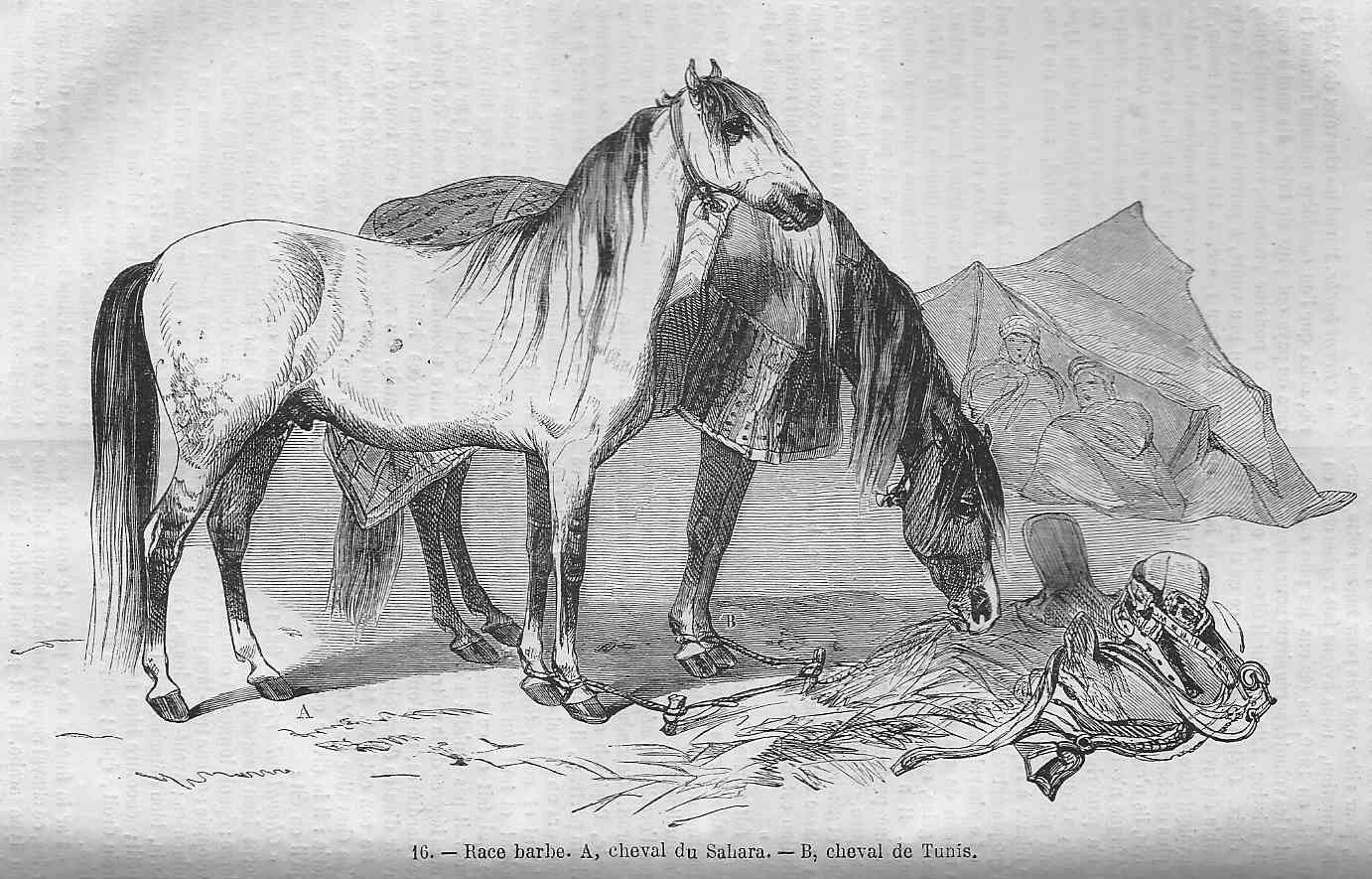
Barbes, d'après l’Encyclopédie pratique de l'agriculteur, 1877.

Les Français qui arrivent à la régence d'Alger en 1830 connaissent déjà le concept de Barbe, car ce cheval est depuis longtemps importé en Europe sous ce nom, comme monture de luxe,. Cependant, son identité se complexifie à travers leurs tentatives pour appliquer les critères zootechniques du concept de race aux animaux qu'ils découvrent en Algérie. Ce sont surtout des observateurs coloniaux qui confondent Arabe et Barbe.
En raison de l'inadaptation de leurs montures (afranji) au climat local, les troupes envoyées par Charles X en Algérie les remplacent par le Barbe local, ce qui mène à la création du corps de cavalerie des spahis par le général Clauzel,. Durant les années 1840, l'émir Abdelkader ibn Muhieddine écrit des lettres qui documentent la perception de la notion de race de chevaux en Algérie : le cheval noble (H′orr) est défini « par l’épreuve, par la vitesse unie au fond », ce qui permet d'en reconnaître « la noblesse, la pureté de sang » ; Lassère souligne que le cheval n'est pas défini sur des critères morphologiques, mais en fonction de son endurance et de sa vitesse. En 1843, les spahis sénégalais sont renforcés par 26 cavaliers « algériens » vraisemblablement remontés sur des Barbe. Le général français Eugène Daumas considère le Barbe comme supérieur à l'Arabe pour la guerre, un avis que rejoint le général Oudinot en 1847, en déclarant que « le Barbe réunit au plus haut degré les qualités que recherche l'homme de guerre »,,. Des établissements hippiques sont créés par les Français en Afrique du Nord : à Mostaganem en 1842, Blida et Constantine en 1844, Tiaret en 1877, Sidi Thabet vers 1883, Tebourba en 1886, etc. La race Barbe s'illustre pendant la guerre de Crimée, ainsi que lors de la manœuvre d'Uskub en 1918, constituant l'un des derniers faits d'armes d'une cavalerie.
À partir de la création des premiers dépôts de remonte en Algérie en 1844, différents observateurs « commencèrent à penser que le barbe constituait réellement une race distincte de l'orientale ». Il en résulte des tentatives de décrire et de définir ces chevaux. Durant toute l'époque de la colonisation de l'Algérie par la France, des chevaux sont importés et arrivent par bateaux à Sète et Marseille. Cela suscite une résistance à ces importations en France, notamment de la part d'Eugène Gayot, qui souhaite promouvoir l'Anglo-arabe.

#### Le constat de dégénérescence

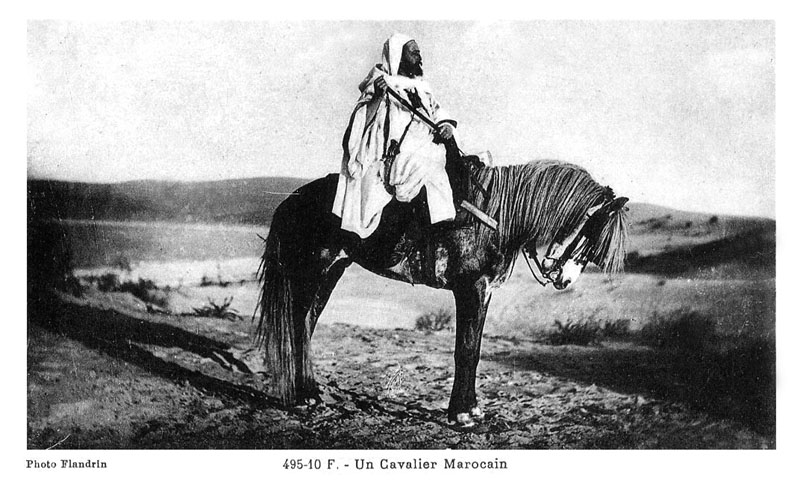
Cavalier marocain sur un Barbe typique.

Les observations des Français sont marquées par l'omniprésence du concept de dégénérescence, qui justifie des tentatives de retour à un type de cheval oriental considéré comme supérieur, ainsi qu'une opposition, particulièrement durant les années 1850, entre ceux qui pensent que le Barbe est une race distincte et ceux qui le voient comme un cheval oriental « dégénéré ». Cependant, ce constat du mauvais état du cheptel Barbe résulte plus probablement de l'effet des guerres successives, qui ont conduit les Algériens à tenter de reconstituer leur cavalerie avec les chevaux survivants, en prêtant moins d'attention aux reproducteurs. Comme l'explique Jamali :

« La dégénérescence du barbe devient un leitmotiv de la littérature coloniale, comme si cette dégénérescence symbolisait celle de la société maghrébine tout entière, pour en justifier la conquête française par une sorte de mission civilisatrice et régénératrice »

— Dr Yassine Jamali, Le Cheval barbe
Tout au long de la fin du XIXe siècle, de nombreuses sources sont écrites en français au sujet du Barbe, notamment par les vétérinaires coloniaux en Algérie ; ces sources riches et diverses donnent des descriptions détaillées de ce cheval et des maladies auxquelles il est sensible.

Chevaux d'Afrique du Nord en 1893, d'après le vétérinaire Eugène Aureggio
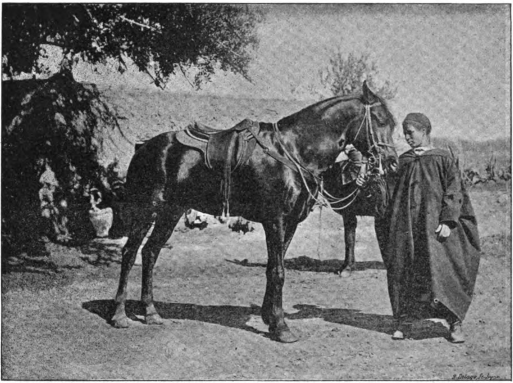
Cheval de la région de Fès au Maroc.
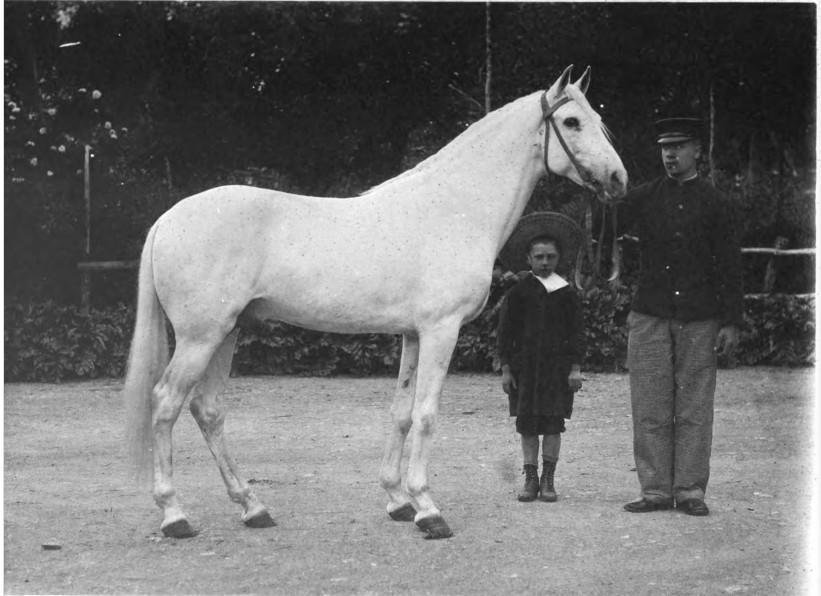
Cheval de la région d'Oran, en Algérie
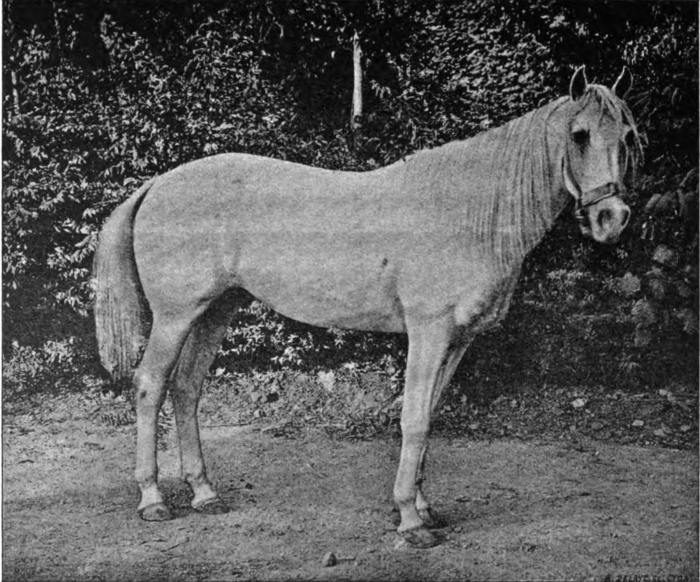
Cheval de la région de Boghari, en Algérie
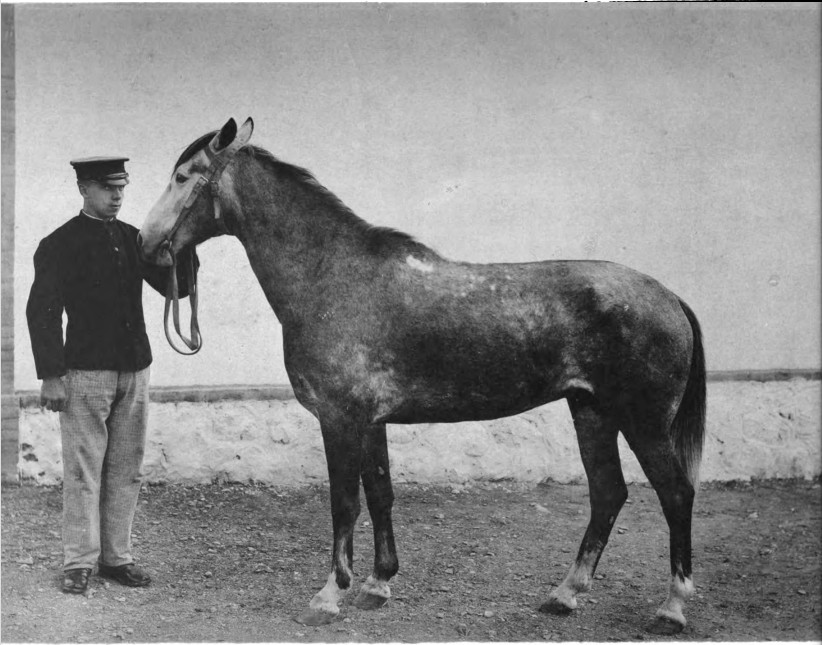
Cheval de la tribu des Ouled-Mimoun, en Algérie
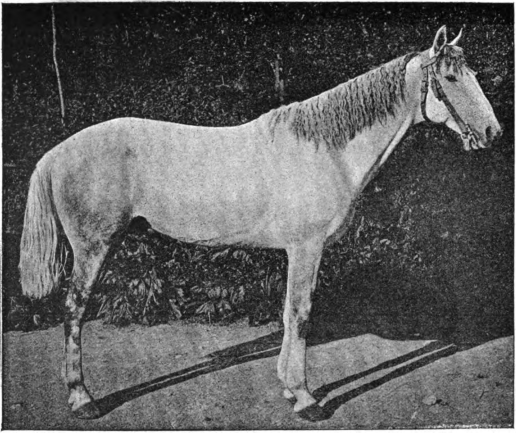
Cheval de la tribu nomade des Harrars, acquis à Tiaret en Algérie
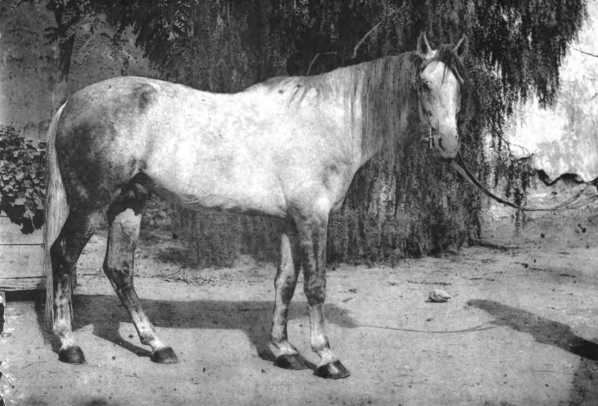
Cheval de la tribu nomade des Fraichiches
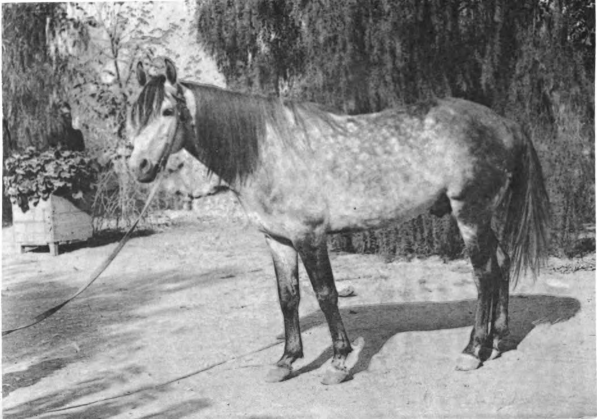
Cheval de la tribu des Medjers, en Tunisie
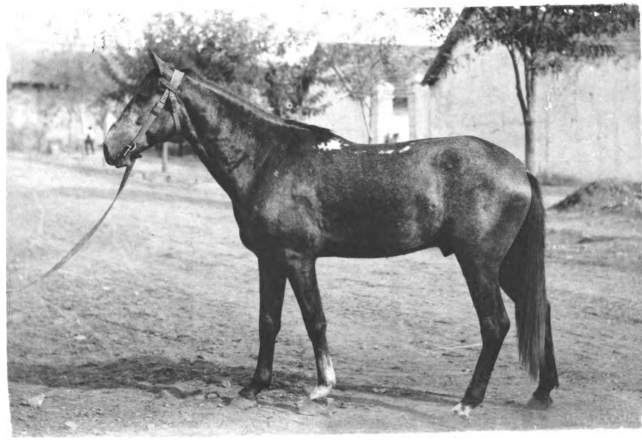
Cheval de la région de Kairouan, en Tunisie

L'observation des résultats du croisement avec l'Arabe mène à la création de la jumenterie de Tiaret, en 1877.

#### Création du stud-book Barbe

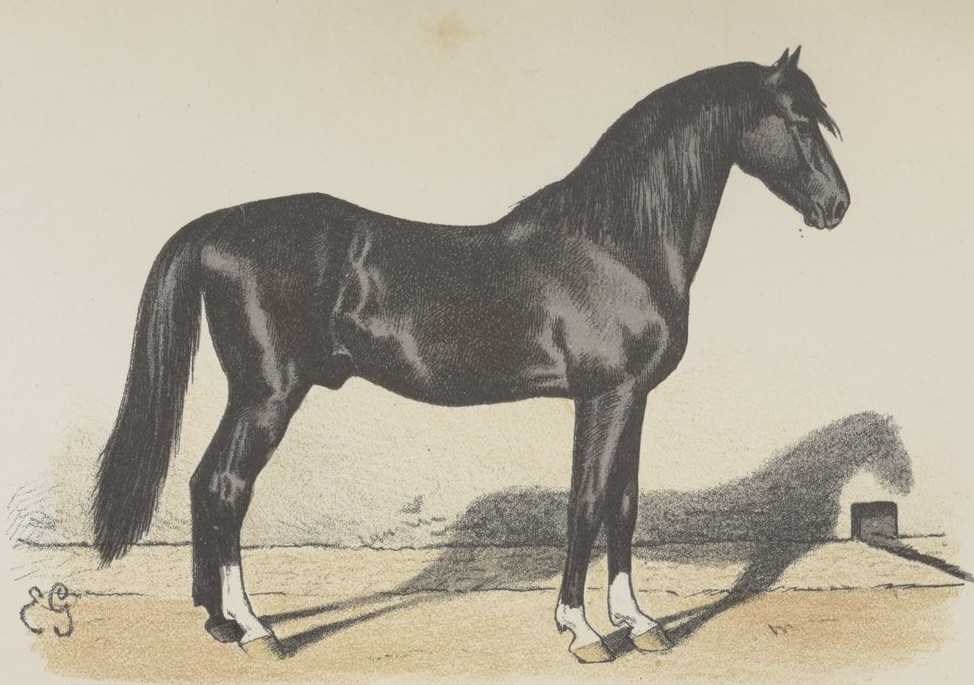
Barbe tel que dépeint dans l'ouvrage du baron de Vaux, 1895.

Le Barbe a été temporairement autorisé à l'inscription au stud-book français des chevaux pur-sang, entre 1833 et 1884, date d'exclusion des chevaux nés en Turquie, en Perse et dans le Maghreb du stud-book des chevaux de pur-sang.
Un stud-book Barbe est créé par l'autorité française en Algérie, par arrêté le 8 mars 1886, originellement en vue de préserver les meilleurs spécimens de politiques d'élevage jugées délétères,. D'après Husser, il est « remarquable de précision ». Cependant, Jamali note que ce stud-book est « entaché d'erreurs » dès sa conception, intégrant des Barbe, mais aussi des chevaux issus de croisements entre le Barbe et l'Arabe syrien.
C'est dans ce contexte que des chevaux croisés avec l'Arabe et le Pur-sang voient le jour, initialement sans être considérés comme de nouvelles races ; l'idéologie de l'époque veut qu'il s'agisse de régénérer le Barbe par ces croisements. L'Arabe-Barbe se fait progressivement connaître comme une race séparée du Barbe, et le Barbe devient lui-même de plus en plus reconnu comme une race spécifique à la fin du siècle.
Un stud-book tunisien est ouvert en 1896, et celui du Maroc en 1914, en intégrant aussi des croisements avec le Pur-sang anglais et l'Arabe,.

### DuXXeà nos jours

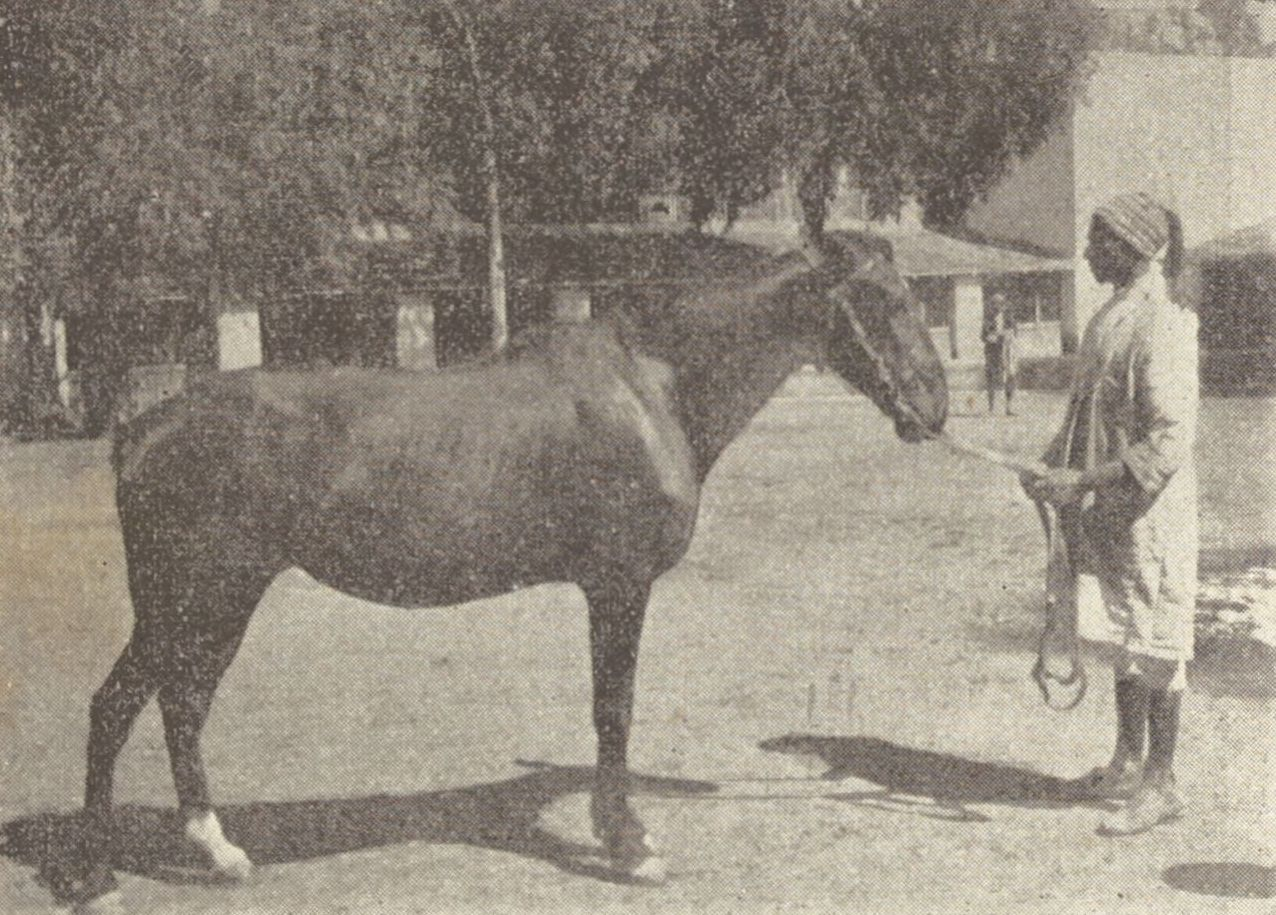
Jument barbe au haras national de Sidi Thabet, 1912.

En 1902, J. Duine estime que la population de Barbe en Algérie est située entre les 200 000 et 250 000 têtes, et note que la race arabe y est pratiquement inexistante.

#### Le Barbe français colonial

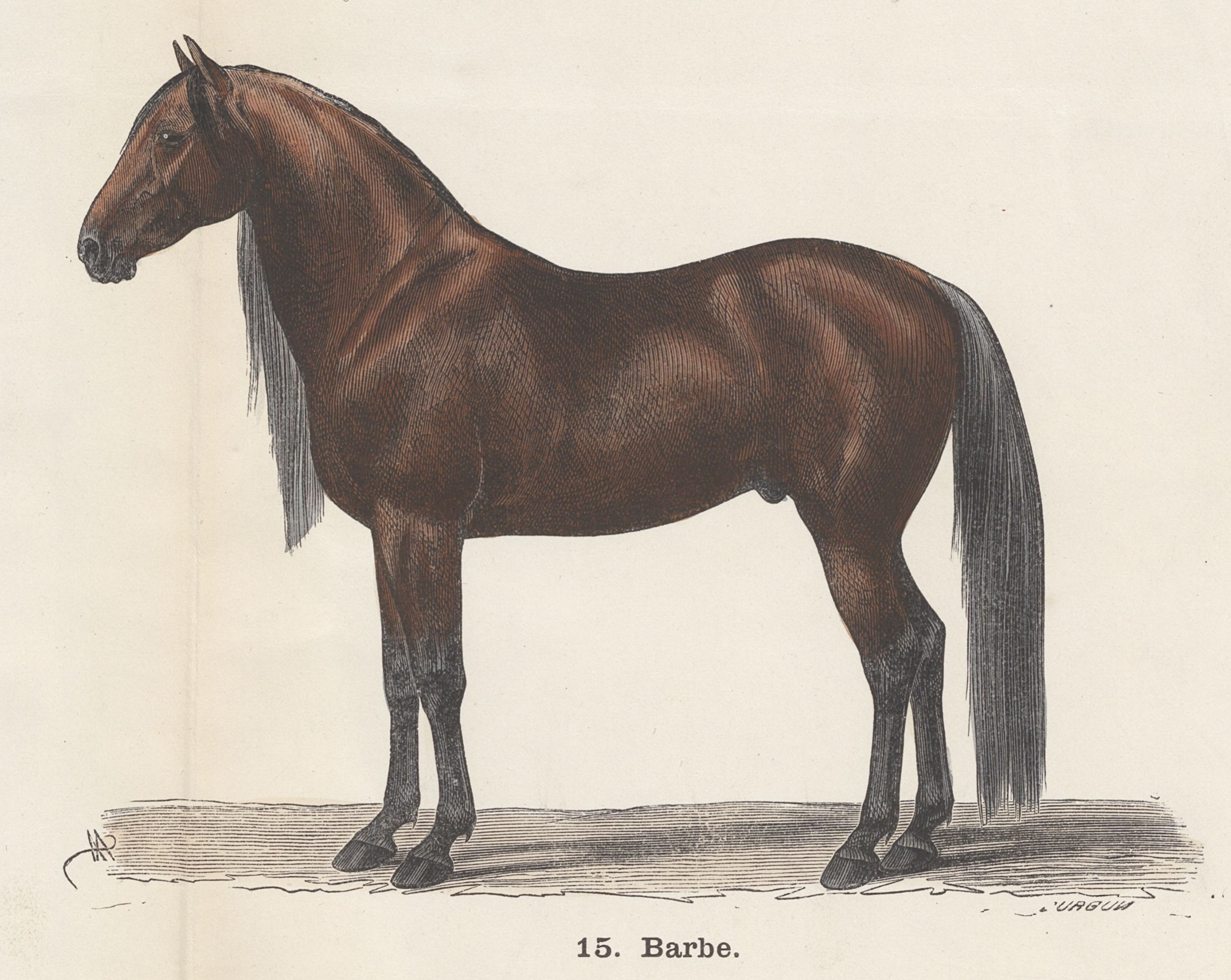
Barbe colonial de robe baie, gravé par Albert Adam, 1903 ; le modèle est robuste, avec une encolure forte.

Les Français continuent d'ouvrir de nouveaux établissements hippiques en Afrique du Nord, la jumenterie de Chaou-Chaoua (Tiaret) produit des étalons pour l'armée à partir de 1876 et
durant toute la première moitié du XXe siècle. En 1909, un dépôt d'étalons militaire ouvre à Abadla en Algérie, puis une station de monte en 1916. À partir de 1912, il en ouvre au Maroc (empire cherifien), à Témara, Meknès, Oujda, El Jadida et Marrakech.
Valorisé comme cheval militaire pour la cavalerie française, le modèle du Barbe de l'époque coloniale, au début du XXe siècle, est devenu très différent du modèle maghrébin élevé pour sa rapidité et sa vivacité. Licart lui décrit une encolure courte et chargée, un garrot épais et large, une croupe et des articulations larges, autant de caractéristiques correspondant aux besoins de portage de l'armée. Ce cheval arrondi, puissant, robuste, trapu et surtout plus porteur, s'impose comme l'archétype du Barbe dans le monde occidental. Ce modèle est nommé « race mauresque » dans les sources coloniales françaises antérieures, qui le différenciaient auparavant des autres types de chevaux d'Afrique du Nord.

#### Déclin

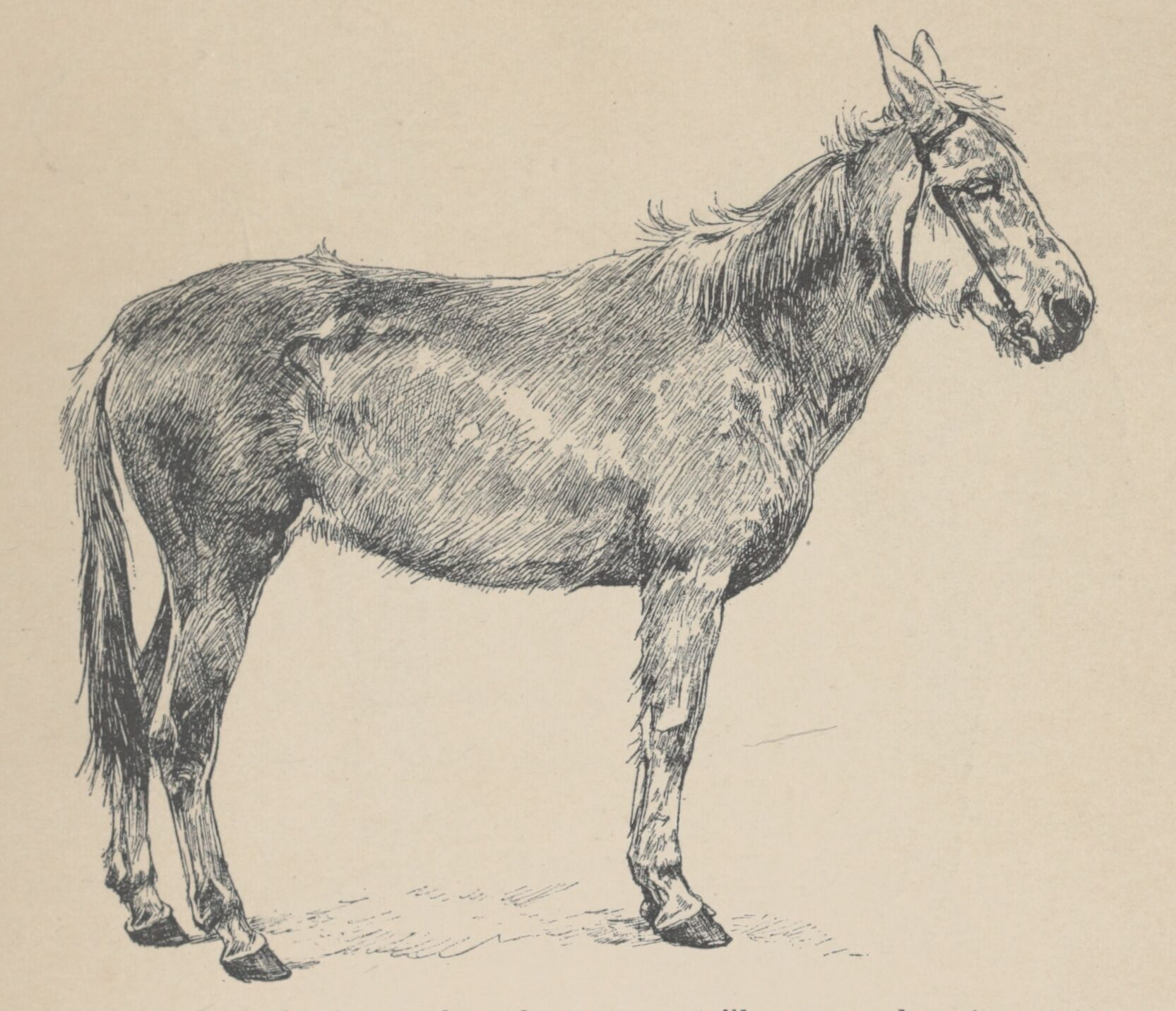
Mule issue d'un croisement avec le Barbe.

Après la Seconde guerre mondiale, le Barbe est déprécié et connaît un long déclin.
Plusieurs explications y sont proposées. Lassère souligne que ses qualités ne correspondent pas à celles qui sont recherchées pour les sports équestres, alors en plein développement. Jamali note que la modernisation de l'agriculture, des transports et de la guerre a entraîné cette dépréciation, en raison de l'accent désormais mis sur l'esthétique du cheval au détriment de sa fonctionnalité. Durant les années 1950, le Barbe est exporté vers la France par bateau, arrivant à Marseille. Certains sujets sont alors vendus pour les centres de randonnée équestre en Camargue, les autres sont abattus pour leur viande. Le voltigeur cosaque Pierre Pakhomoff, assistant au débarquement de ces chevaux en 1954, décrit :

« Un génocide structuré, organisé, qui allait faire ses coupes rases au sein de l'une des races les plus extraordinaires. J'assistais impuissant à l'exode équin et je hurlais en silence. Je maudissais les mangeurs de viande de cheval »

— Pierre Pakhomoff
.
Le Barbe reste sporadiquement utilisé dans sa région d'origine pour la traction de charrettes, et devient progressivement un cheval de parade et de fantasia. La fin de l'insécurité alimentaire au Maghreb rend possible l'entretien d'un cheval aux seules fins de la parade. Il sert toujours au portage militaire dans les zones de piémont, puis est abondamment croisé avec des ânes pour donner des mulets, dans les années 1960 et 1970. D'après Jamali, l'abattage pour la viande entre beaucoup moins en cause dans la réduction de ses effectifs que l'élevage mulassier.
Le Barbe n'est plus officiellement reconnu comme race en France durant cette période de déclin. Un arrêté ferme le stud-book des Haras nationaux français aux Barbe et demi-sang dérivés du Barbe en 1945, puis le Barbe est à son tour exclu des races autorisées pour le Selle français en 1963, avant d'être totalement évincé des registres français en 1965. La journaliste Laetitia Boulin-Néel postule cependant que les meilleures juments Barbe sportives aient été inscrites comme « Selle français » à titre initial.
Le déclin du Barbe est accentué par une épidémie de peste équine, qui entraîne un embargo sur son berceau de race entre 1965 et 1975. Dans les années 1970, le cheval de selle du Maghreb ne subsiste plus que dans quelques zones du Moyen Atlas.

#### Réorganisation de l'élevage du Barbe

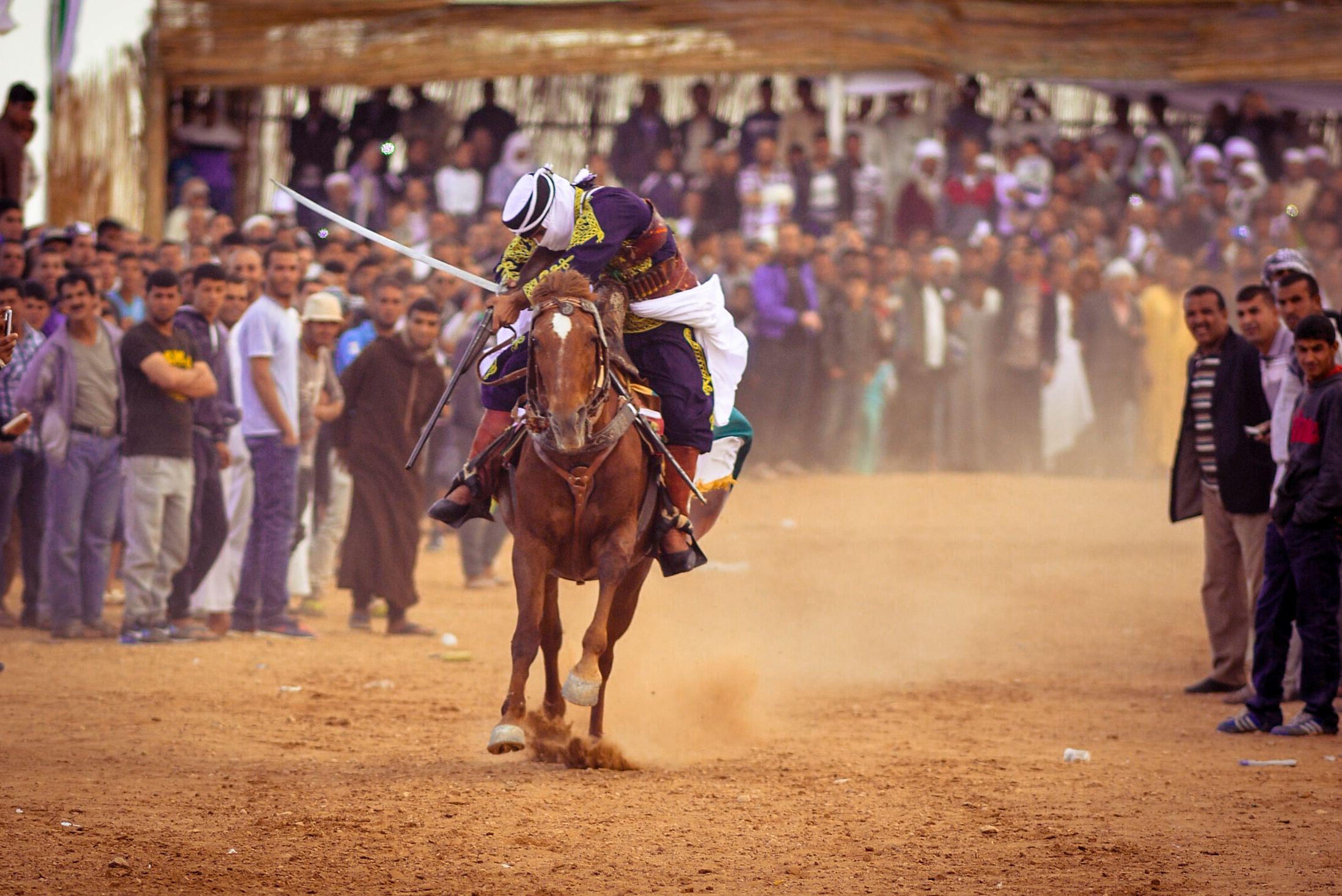
Barbe algérien alezan, monté lors d'un spectacle.

À partir des années 1970, le Barbe marocain est croisé avec des races de chevaux plus grandes et plus lourdes, dans l'objectif de faire naître des montures mieux adaptées à la tbourida, ou fantasia,. Jamali assimile ce phénomène à une « folklorisation ». Initialement, des étalons Bretons donnent le b'roti, puis des étalons Percherons et Boulonnais, des juments de ces races, et même des Comtois, sont importés pour être croisés avec les chevaux de fantasia. À partir des années 1990, le Frison et le Pure race espagnole entrent aussi parmi ces croisements.
En France, le Barbe est re-découvert à la fin du XXe siècle. Un recensement en Algérie, en 1986, permet de dénombrer au moins 38 000 sujets. En juin 1987, la première journée mondiale du cheval Barbe est organisée à Alger sous l'impulsion de Caroline Elgosi, réunissant environ 80 délégués venus d'une douzaine de pays.
C'est durant cette rencontre que le standard de la race est officiellement défini, et que l'Organisation mondiale du Cheval Barbe est créée,,, sur une initiative algérienne. L'OMCB obtient dans la foulée la reconnaissance officielle du Barbe en France, parmi les « races étrangères de chevaux de selle ».
Au moins 500 chevaux de pure race Barbe sont répertoriés en Tunisie à la même époque. Un stud-book est ouvert en 1989 en France, par l'Association française du cheval barbe (AFCB).
En 1992, le nombre de Barbe répertoriés au Maroc s'élève à 2 500, pour 13 000 en Mauritanie. En 1998, le Dr Mohammed El Kohen confie au journaliste Serge Farissier que : « Le Barbe est en voie de disparition [au Maroc] mais la race est l’objet d’un regain d’intérêt, dans le berceau et en Europe, grâce à la création de l'Organisation mondiale du Cheval Barbe ». L'Allemagne, la Belgique et la Suisse rejoignent les pays éleveurs du Barbe en 2004.

## Description

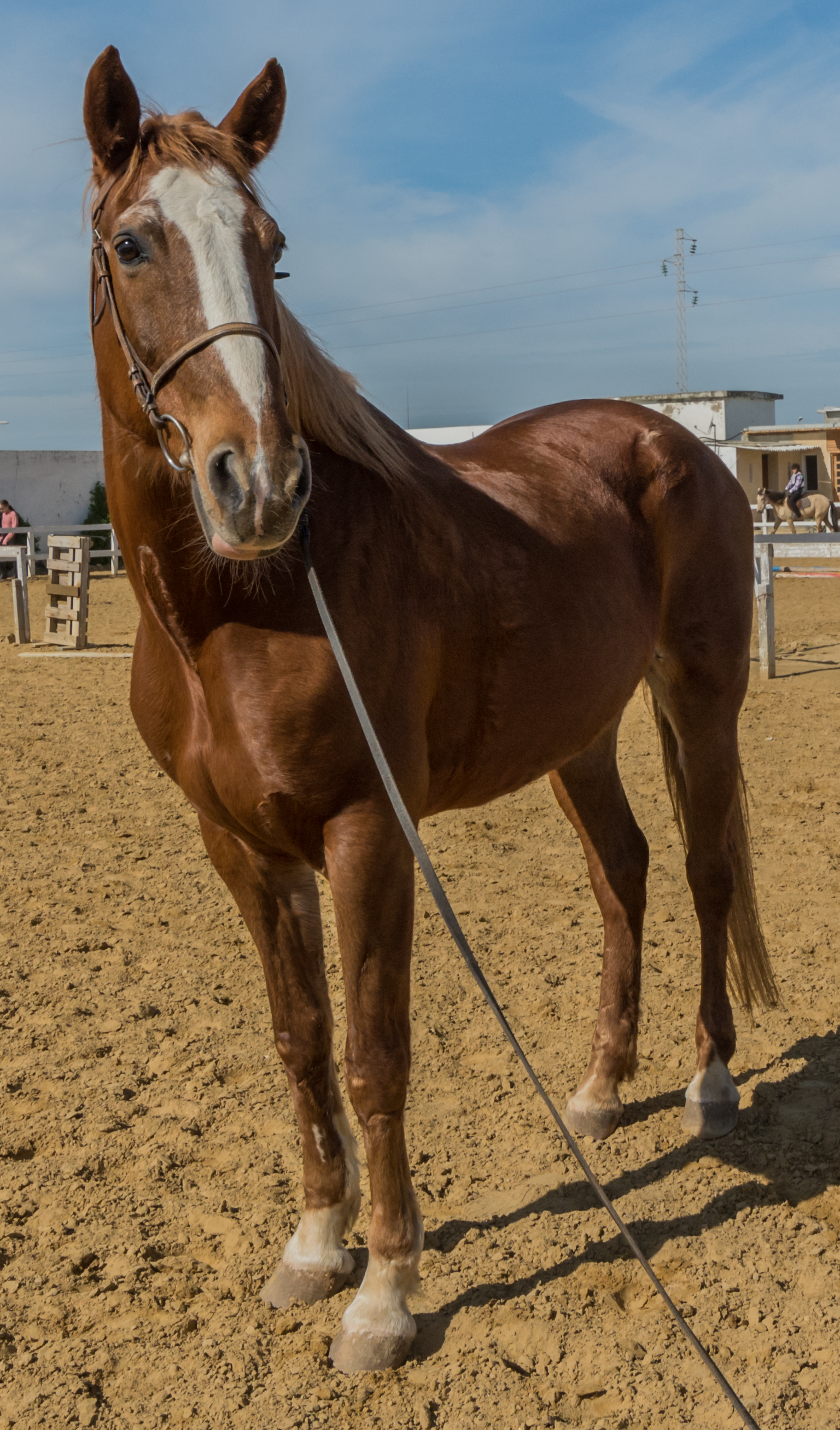
Jument Barbe tunisienne alezane à La Soukra.

Le Barbe est un cheval de selle. D'après de nombreux auteurs, le concept de « Barbe » rassemble artificiellement sous un même nom des modèles de chevaux très différents les uns des autres,,. La race est ordinairement classée par biotopes, les auteurs décrivant un cheval à la morphologie hétérogène en raison d'adaptations aux biotopes et de différentes sélections humaines,,,,. Trois grands types sont généralement distingués chez le Barbe : celui des plaines littorales, plus grand et mieux développé ; le Barbe des montagnes, plus petit et plus sûr de pied ; enfin le Barbe des Hauts-plateaux, à la limite du Sahara, réputé pour sa frugalité,. Le Barbe du désert est décrit comme plus fin, plus distingué et plus sanguin. Il existe aussi des classements de types par ville d'origine : Barbe de Kairouan, Barbe d'Oran, Barbe de Constantine, etc. C'est généralement le Barbe marocain qui est considéré comme le type canon de la race.

### Taille et poids
D'après CAB International (2016), du fait de sa large diffusion, le Barbe présente une grande fourchette de tailles, allant de 1,35 m à 1,57 m. Le Larousse du cheval de Jacques Sevestre (1983) décrit lui aussi le Barbe comme assez petit, toisant entre 1,42 m et 1,50 m. L'ouvrage de la France Agricole (2016) le cite comme un cheval de taille moyenne, toisant plus couramment de 1,48 m à 1,58 m ; Jean-Pierre Digard et al. donnent une fourchette plus large, de 1,45 m à 1,60 m au garrot.
Lors de la réunion d'Alger, l'Organisation mondiale du cheval Barbe a défini la taille idéale entre 1,50 m et 1,60 m, soit un cheval eumétrique,. La hauteur moyenne du Barbe algérien, 1,51 m, se situe dans cet intervalle,, bien que le Barbe algérien soit significativement plus petit que le Barbe marocain ou tunisien, avec une fourchette de 1,47 m à 1,57 m selon Rahal et collègues. Lassère et Jamali estiment que les chevaux qui atteignent 1,60 m et plus ne correspondent pas au standard de la race, dénotant des croisements.
Le Barbe pèse entre 400 et 500 kg, la base de données DAD-IS donnant une moyenne de 420 kg chez les femelles pour 450 kg chez les mâles. Le poids moyen du Barbe algérien, déterminé par Guedaoura et son équipe en 2011, est de 412,7 kg. Jamali propose un poids minimum de 350 kg. Les chevaux de fantasia croisé trait peuvent atteindre les 700 kg, notamment à cause de leur régime alimentaire très calorique.
Le poids de naissance des poulains va de 60 à 65 kg. Le Barbe est un cheval plutôt tardif, qui n'atteint son développement complet que vers l'âge de six ans.

### Morphologie

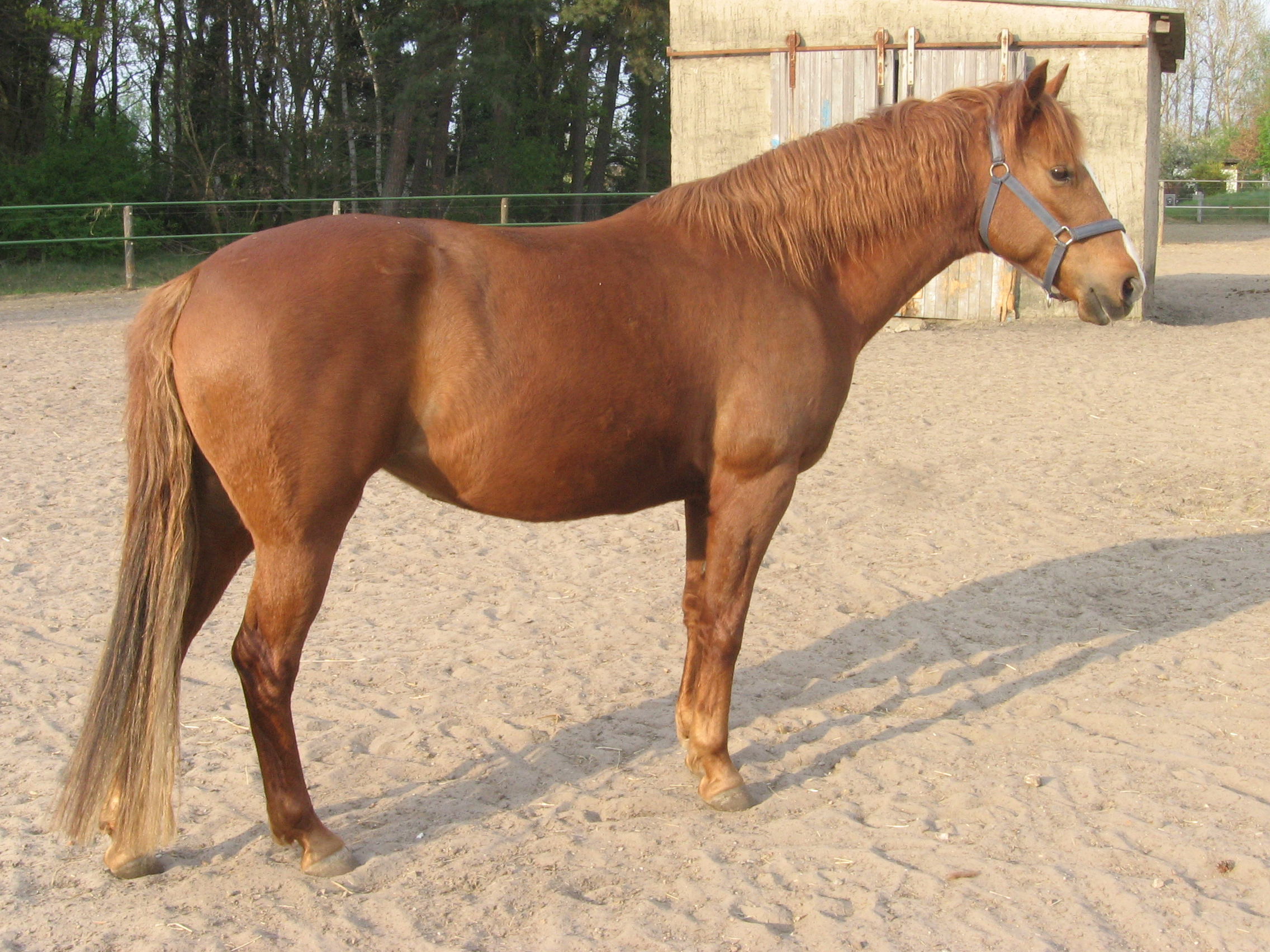
Zafira al Saïda, jument Barbe.

Le type barbe constitue l'un des trois grands morphotypes équins, avec le type arabe et le type turc. Le type morphologique du Barbe est généralement en opposition avec celui de l'Arabe,, tout particulièrement au niveau de la tête et des hanches, et se rapproche de celui du cheval ibérique. L'une de ses caractéristiques externes majeures, sa croupe inclinée avec une queue attachée très bas, constitue un extrême morphologique, auquel s'oppose la croupe droite et la queue attachée haut du type arabe. Par ailleurs, le Barbe moderne est souvent décrit (notamment par Michel Gaudois) comme étant plus massif, moins sec et fin que l'Arabe.
Le standard du Barbe a été défini par l'OMCB en 1987. Médioligne,,, il présente une apparence générale légère et ramassée. C'est un cheval assez court et fin, avec des formes sèches, plutôt anguleux. Le modèle est « carré », sa longueur (scapulo-ischiale) étant égale à sa taille, l'indice corporel taille-longueur est égal à 1 (cheval carré),.
Les mâles sont plus hauts et longs, leurs membres sont plus étendus en particulier au niveau de l'épaule, et ils sont plus épais, avec des articulations plus volumineuses au niveau du genou et du boulet. Ces différences peuvent être attribuées à un dimorphisme sexuel, ou bien au fait qu'en Algérie, les mâles font généralement plus d'exercices que les femelles. Par ailleurs, le Barbe algérien est plus ramassé et moins imposant que ceux de Tunisie et du Maroc.
Certains chevaux Barbe auraient cinq vertèbres lombaires plutôt que six. Les tissus du Barbe sont décrits comme peu fins par Pilley-Mirande (France), Jamali les décrivant au contraire comme fins, sur la base des descriptions anciennes. Pour Mercier, le réseau veineux et les muscles des membres sont visibles sous la peau.

#### Tête

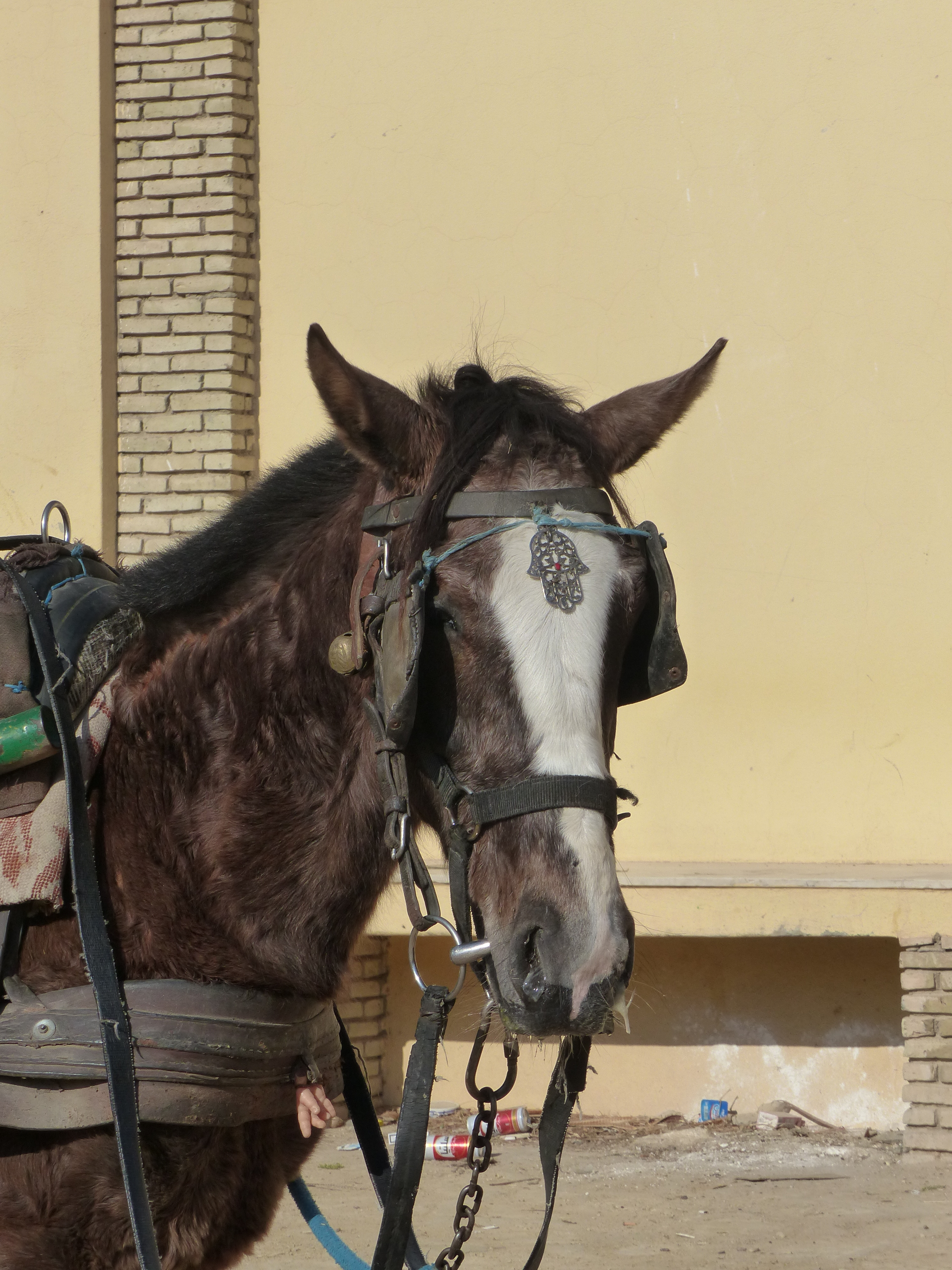
Tête d'un jeune Barbe de deux ans, tractant un attelage touristique à Tozeur, en Tunisie.

La tête du Barbe est plutôt longue,,,, et souvent décrite comme forte,,,,, ou plus rarement de taille moyenne. Des sources plus anciennes évoquent une tête fine. D'après Jamali, la tête forte s'est imposée dans le standard au XXe siècle, alors qu'elle concerne historiquement une minorité de chevaux d'Afrique du Nord. Pour Silver et Ravazzi, la tête du Barbe est « raffinée »,.
La tête présente un profil rectiligne ou convexe (dont moutonné, nommé ainsi par analogie avec le profil de la tête des moutons),, et a le front souvent bombé,,, donnant des formes arrondies caractéristiques d'une tête « de poulain ».
Le profil de tête convexe constitue une caractéristique majeure chez la race Barbe, permettant de la différencier de l'Arabe. Le standard officiel de l'OMCB demande un profil de tête convexe et légèrement busqué,. Pour CAB International, la tête est convexe ; pour le Dr Sevestre, elle présente un profil « franchement convexe ». L'étude du Barbe algérien par Guedaoura et al. en 2011 montre 60 % de profils de tête convexes et 40 % de profils rectilignes.
La tête peut être étroite au niveau du chanfrein,,. Elle est chargée en ganaches,,,, avec des naseaux larges, et effacés,,,. Les arcades et orbites des yeux sont elles aussi effacées,, l'œil est grand et en forme d'amande, peu couvert,. Cette forme d'œil se retrouve chez d'autres races orientales, comme l'Akhal-Teké et les chevaux de Chine.
Les oreilles sont souvent divergentes, droites, et plutôt courtes,,, ou bien de taille moyenne. Le toupet de la crinière est abondant.

#### Encolure

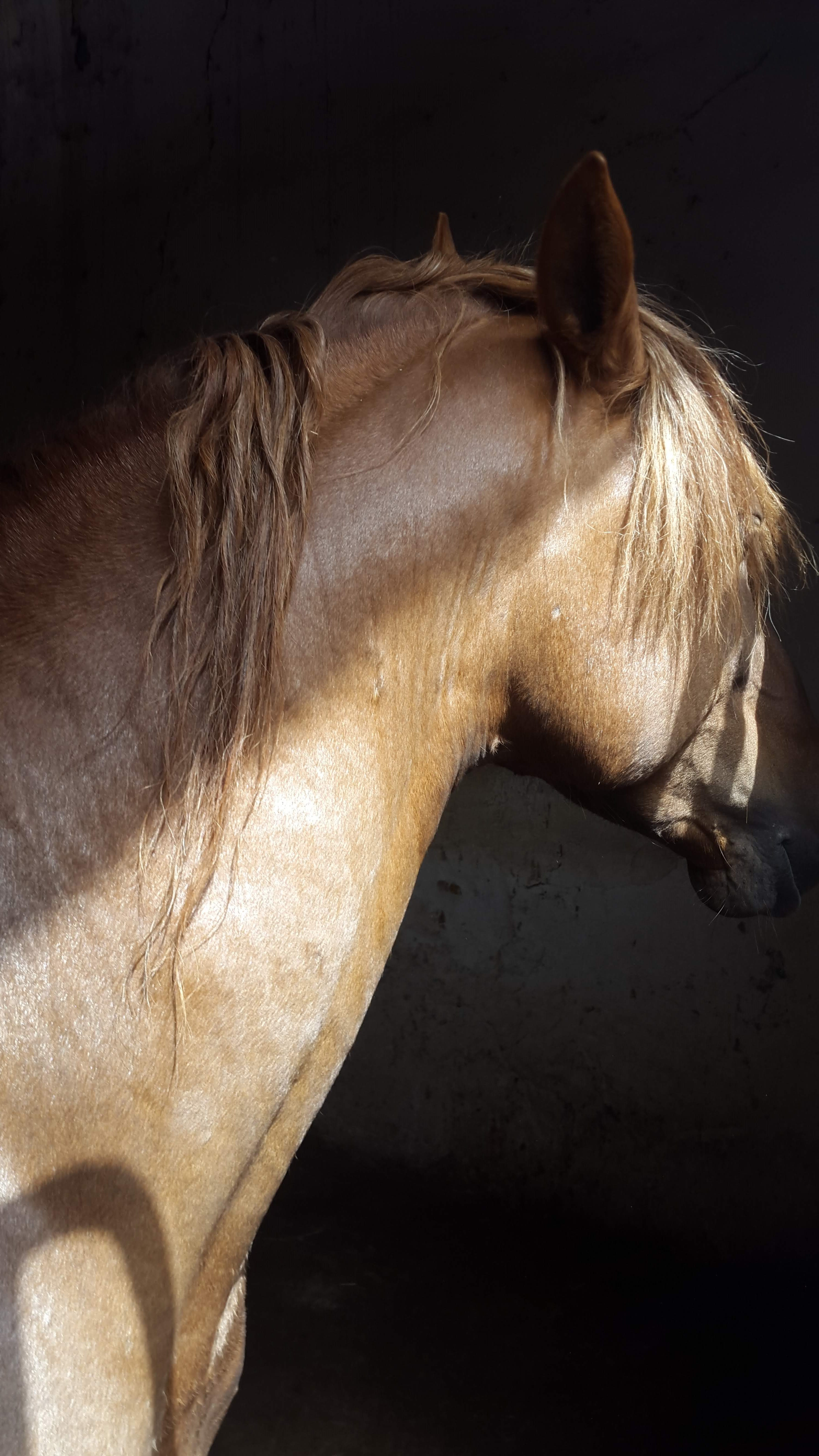
Encolure d'un Barbe tunisien alezan, au Haras national d'El Batan.

L'encolure du Barbe moderne est souvent décrite comme étant forte,, et elle l'a longtemps été comme « épaisse et courte », selon le standard officiel. Cette description est reprise dans des publications scientifiques,. Les documents historiques montrent que jusqu'à la fin du XIXe siècle, le Barbe est caractérisé au contraire par une encolure fine.
De longueur moyenne,,, elle est recherchée bien greffée, et se révèle souvent rouée,,, plus rarement droite. Son attache est décrite comme épaisse, avec une sortie d'épaule longue.

#### Garrot, épaule et poitrine
Le garrot du Barbe doit être très saillant et marqué selon le standard,,,, mais il peut être noyé. L'épaule est plate,,, musculeuse, et présente une inclinaison moyenne, variable, pouvant parfois être droite et parfois inclinée,,. La poitrine est recherchée large et haute, mais elle est souvent étroite,,. Elle est en revanche très profonde,. Le standard demande un périmètre thoracique d'au moins 1,70 m. Le passage de sangle est généralement marqué d'un creux.

#### Côtes, dos et reins
Les côtes sont légèrement aplaties, mais tendent à s'arrondir à l'arrière. Le dos est tendu et tranchant,,, court,, souvent droit, voire convexe (« dos de mulet »), et généralement très solide. Le rein est droit, court et puissant, parfois légèrement voussé,.

#### Croupe

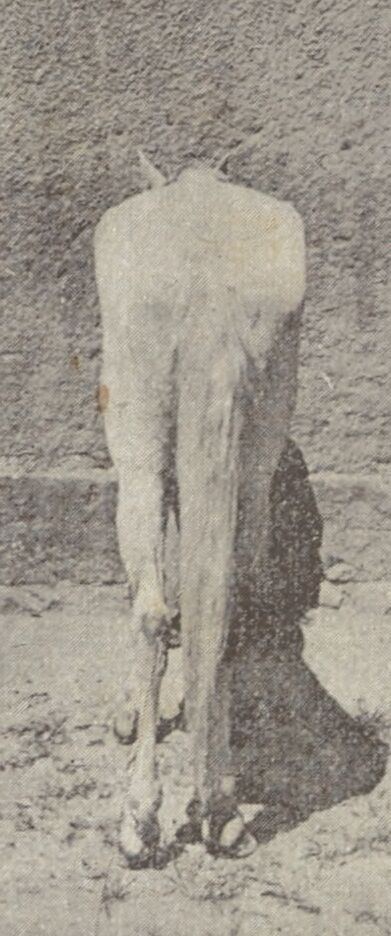
Croupe et queue d'un Barbe de Constantine gris.

La croupe est longue, haute, creuse, souvent large et puissante, et inclinée (dite « en pupitre »),,,. Les documents historiques parlent d'une croupe « tranchante », mais les chevaux de fantasia modernes peuvent arborer une croupe double (masses musculaires saillantes par rapport aux vertèbres lombaires), issue de l'influence du cheval de trait.
Les fesses sont minces et fuyantes, « coupées court ». La queue, bien fournie, est attachée bas, et les crins en sont longs, abondants et épais,.

#### Membres
Les cuisses sont plates et sèches. Les membres sont solides,, fins et secs. L'avant-bras est historiquement décrit comme long, mais cette caractéristique n'apparaît plus dans le standard moderne. Les tendons sont forts et détachés. Le tour de canon doit être supérieur à 18 cm pour correspondre au standard de l'OMCB. Sa circonférence est généralement de 18 à 20 cm. Le canon est sec. Selon Sevestre, les canons sont minces et courts. Pour Bataille et Hubrecht, le Barbe possède des canons longs qui lui donnent beaucoup d'« air sous le ventre », une caractéristique plutôt attribuée aux chevaux ibériques. Les genoux sont souvent plaqués. Les jarrets sont bas et larges, secs et parfois coudés (clos),,,. Les paturons sont inclinés et longs. Les pieds sont petits,,,, ronds et durs, avec des talons plutôt hauts et resserrés.

### Robe

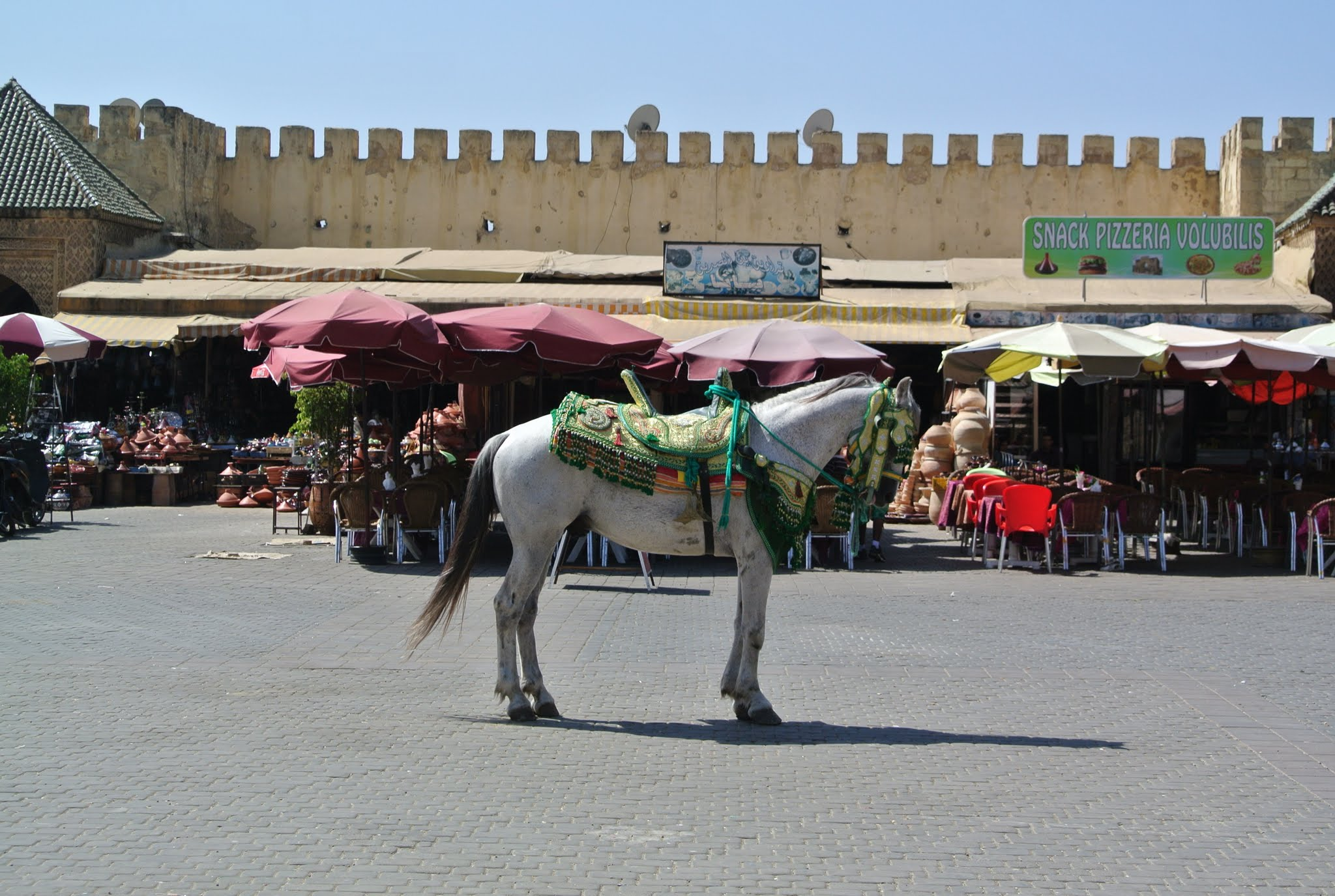
Barbe marocain à Meknès, robe grise.

Les robes le plus souvent rencontrées chez le Barbe sont le bai sous toutes ses variantes (dont bai-brun), l'alezan, le noir, et le gris, ; cependant des couleurs plus rares existent aussi.
D'après la journaliste française Lætitia Bataille, ce cheval est généralement gris en Algérie, alezan en Tunisie, et bai ou bai-brun au Maroc. La répartition entre ces trois robes est globalement équilibrée au Maroc, d'après Rahal et collègues. Chabchoub et al. relèvent 73 % d'alezan, suivis par 21 % de bai, et 6 % de gris en Tunisie. 88 % des Barbe algériens étudiés par Guedaoura et al. en 2011 sont gris, 7 % alezan et 2 % sont bai, l'étude de Rahal et collègues publiée deux ans plus tôt ayant aussi conclu à une majorité de gris, et à 5 % de rouans parmi la population du haras national de Chaouchaoua. L'autrice tchèque Helena Kholová estime que la robe grise provient de croisements avec l'Arabe. Eugène Aureggio (1893) note que le gris a fait l'objet d'une sélection volontaire en Algérie, le cheval d'apparence blanche étant nommé el biod ou el chebeub, qui signifient « le beau », sans doute parce qu'elle reflète les rayons du soleil et convient donc mieux à un pays chaud ; il observe également que les éleveurs du sud du Maghreb refusent un cheval reproducteur qui serait d'une autre robe.
La robe rouan est acceptée, bien que particulièrement rare,. Quelques Barbe rouan et aubère existent en Algérie. Les robes issues de la dilution par le gène Crème (palomino et isabelle) sont aussi présentes chez cette race.
Le pie a été contre-sélectionné, car le Barbe pie est considéré comme un « frère de la vache » (Khou el Begrâ). L'alezan clair aux crins lavés est considéré comme porte-malheur.

### Tempérament et entretien

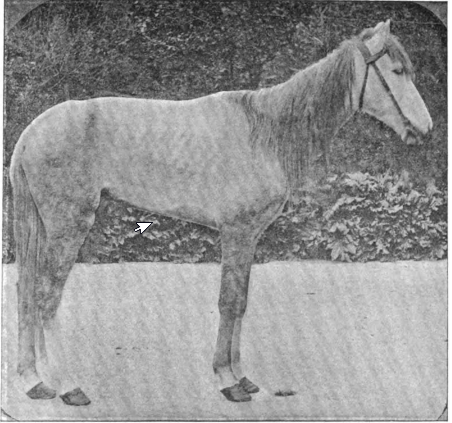
Barbe d'Oran atteint de dourine.

C’est un cheval particulièrement rustique, d'une grande sobriété, en particulier sous les climats chauds du fait de sa résistance à la sécheresse et aux aléas climatiques,,,. C'est aussi l'une des races de chevaux les plus endurantes au monde, avec l'Arabe et l'Akhal-Teké. Il s'adapte à des climats variés, allant de ceux de l'Europe jusqu'à l'Afrique subsaharienne.
Le Barbe s'adapte très bien à la vie en extérieur, aussi le box est déconseillé.
Il demande une ration alimentaire moindre par rapport à des chevaux de type Pur-sang ou Selle français, et peut survivre même avec une nourriture de mauvaise qualité,. Il n'est généralement pas adapté à une alimentation riche, à base de concentrés.
Lorsqu'il est en station libre, le Barbe passe l'essentiel de son temps appuyé sur trois membres, dans une attitude somnolente et confiante. Cela peut laisser croire, à tort, que son tempérament est froid. Le Barbe est généralement classé parmi le groupe du cheval à sang chaud. Il présente un tempérament très fiable et confiant envers l'être humain, avec très peu d'irritabilité, et est réputé pour ne jamais taper. Son caractère est réputé proche de l'être humain du fait de sa sélection passée de compagnon de nomades,. D'après Kholová, il est docile et toujours facile à commander. D'après Hubrecht, il peut se montrer malicieux et caractériel, et a généralement une forte personnalité. Du fait de ses usages historiques, il n'est généralement pas effrayé par le bruit, notamment celui des coups de feu. Son sens de l'orientation est réputé de qualité. Les mâles sont généralement gardés entiers.
Sa sûreté de jambes est réputée à toute épreuve. Il se montre à l'aise sur les sols durs et accidentés,. Ses talons hauts le rendent toutefois sujet à l'encastelure, ce qui implique une surveillance régulière de sa ferrure. Le Barbe peut être parasité par Toxoplasma gondii, mais les données tunisiennes montrent une fréquence moins élevée de cette infestation chez le Barbe que chez l'Arabe. Comme tous les chevaux d'Afrique du Nord, il peut être parasité par Trypanosoma equiperdum, le parasite qui provoque la dourine, maladie endémique dans sa région d'élevage à la fin du XIXe siècle.

### Aplombs et allures
Le Barbe peut présenter des aplombs défectueux, de type panard ou cagneux du devant, serré et sous lui du derrière, mais ce problème découle souvent de l'usage précoce d'entraves. Les allures du Barbe sont peu réputées pour leur élégance, et peuvent être courtes (ses antérieurs ont une amplitude limitée), mais elles sont énergiques. Son pas court peut le pousser à trottiner. Son trot est peu étendu, ce qui nuit à sa vitesse. Le galop, à foulée courte, est rasant et précipité. C'est néanmoins un bon sprinter, rapide sur courtes distances, capable de déployer une grande vitesse.
Le Barbe a fait l'objet d'une étude visant à déterminer la présence de la mutation du gène DMRT3 à l'origine des allures supplémentaire : l'étude de 15 sujets a permis de confirmer l'absence de cette mutation chez tous les chevaux testés, ainsi que l'absence de chevaux présentant des allures supplémentaires parmi les sujets de la race.

### Sélection

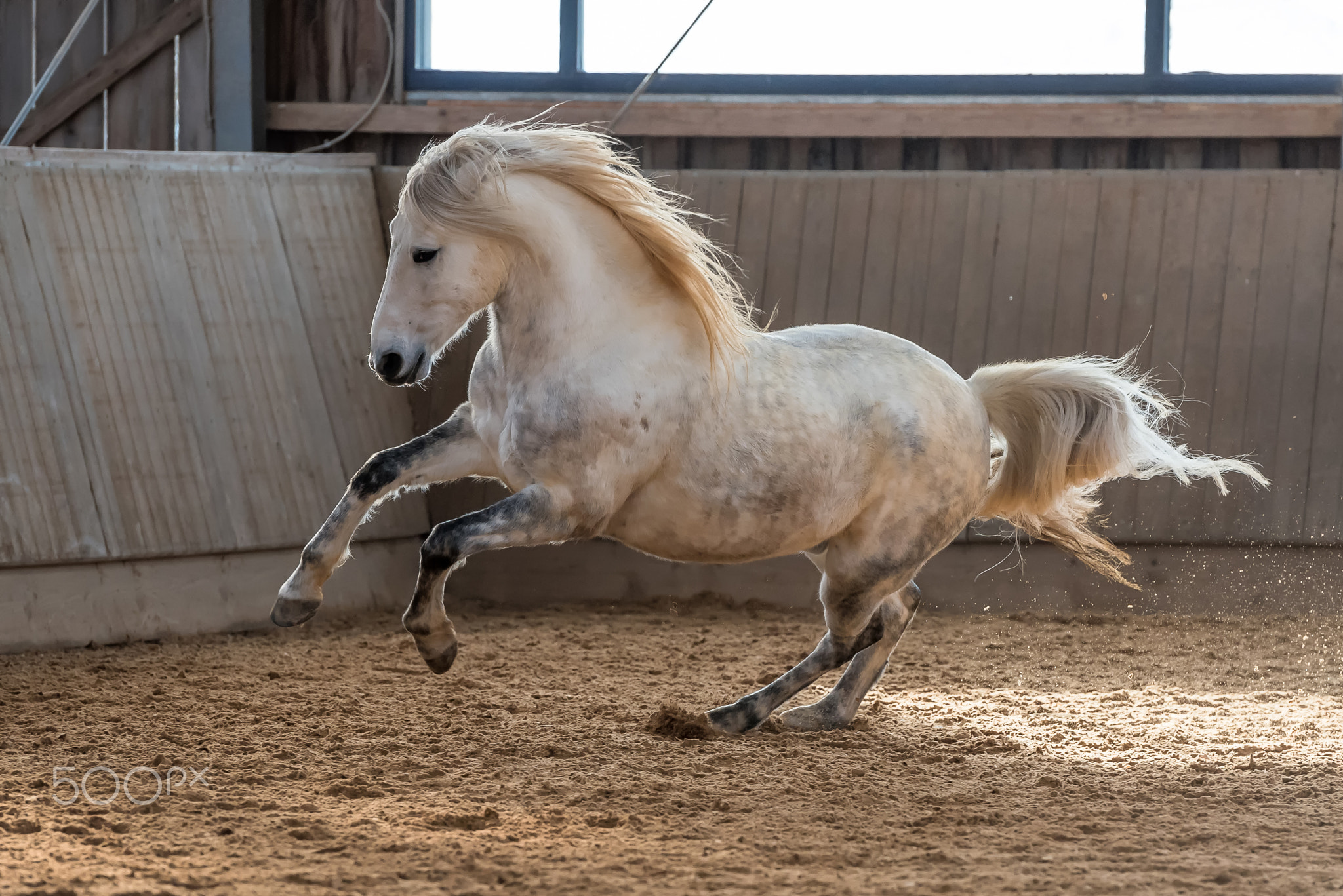
Barbe européen gris de modèle lourd, avec une encolure forte.

L'Organisation mondiale du cheval barbe (OMCB) est l'organisme qui coordonne l'élevage de cette race,. Le Barbe possède un stud-book en Algérie, au Maroc, en Tunisie, et dans certains pays européens. Ce registre est généralement divisé en deux sections, une pour le Barbe et une pour l'Arabe-Barbe. En France, c'est l'Association française du cheval barbe (AFCB) qui gère ce registre.
Le Barbe algérien étudié par Guedaoura et collègues est conforme au standard de la race. Au Maroc, l'utilisation du Barbe pour la tbourida (fantasia) fait débat : la discipline demande de grands chevaux puissants, souvent croisés avec le Percheron, le Breton, le Frison, ou d'autres races européennes de grande taille. Or, le stud-book du cheval Barbe demande à l'inverse un cheval plutôt petit, fin et endurant. Jamali propose ainsi de séparer les chevaux de fantasia des Barbe traditionnels, par exemple en leur créant un stud-book spécifique. Les chevaux algériens issus de croisements avec le cheval de trait sont catégorisés comme « Selle algérien ».

### Génétique
Piro et collègues ont examiné la proximité génétique entre le Barbe marocain et le Barbe tunisien ; la conclusion après l'examen de 100 sujets à papiers issus de chaque pays est une très grande proximité entre ces deux populations de Barbe, au point qu'elles sont « pratiquement identiques ». Ils ont également comparé les relations phylogénétiques entre le Barbe et d'autres races de chevaux : le Barbe est proche de l'Arabe-Barbe, et présente des allèles qui sont absents chez l'Arabe et le Pur-sang ; inversement ces deux races présentent des allèles absents chez le Barbe. La différence génétique entre l'Arabe et le Barbe est nette, le Pur-sang étant génétiquement plus proche de l'Arabe que du Barbe.
La diversité génétique du Barbe marocain est excellente, et sa proximité génétique avec l'Arabe-Barbe a été démontrée,. Il présente des variants génétiques rares, notamment Dcfgkm, Ddekl, Es-N, Tf-A et Pi-W. Celle du Barbe tunisien est également excellente, avec une très grande variabilité génétique. La race est hétérogène, et dispose d'une excellente diversité génétique.
Les analyses hématologiques du Barbe se situent dans la moyenne des autres races de chevaux à sang chaud. De même, sa fertilité est comparable à celle des races Arabe et Pur-sang.

## Utilisations

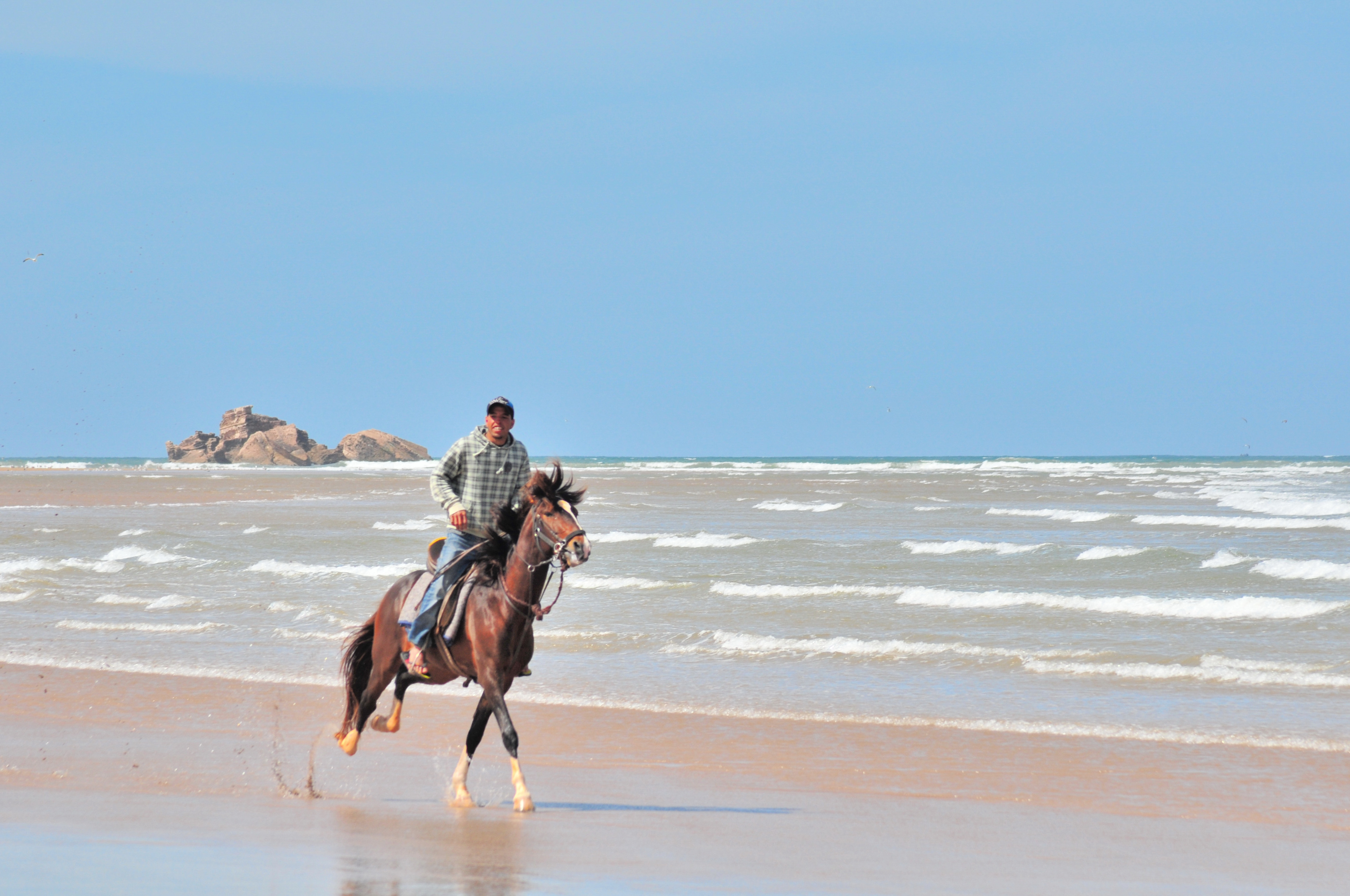
Barbe monté en loisir sur une plage d'Essaouira au Maroc.

Présent dans de nombreux usages équestres, le Barbe est réputé pour sa polyvalence,,, bien qu'il soit peu présent aux plus hauts niveaux de l'équitation sportive,. En effet, les performances en équitation sportive de haut niveau requièrent des morphologies de chevaux spécialisées dans chaque sport.
Durant l'Antiquité, il est un cheval militaire et un cheval de course, comme le démontrent la mosaïque du cirque de Gafsa conservée au Bardo, ainsi que des tablettes retrouvées à Carthage et à Sousse. Jamali souligne un problème d'identité du Barbe moderne, dû à la multitude des modèles de chevaux rassemblés sous ce nom : en Europe, il est décrit comme un cheval de loisir au caractère soumis, alors qu'au Maroc, il évolue vers le cheval de parade métissé. S'il reste aussi un cheval de travail traditionnel au Maghreb, le Barbe est désormais surtout perçu comme un cheval de loisir,. En Europe, l'intérêt pour cette race porte sur ses aptitudes au tourisme équestre et à l'endurance, et sur sa robustesse.

### Randonnée et tourisme
La randonnée de compétition (TREC) et l'endurance sont les deux seules disciplines d'équitation sportive dans lesquelles le Barbe a obtenu des récompenses au plus haut niveau. Il possède de nombreuses qualités pour la randonnée (en particulier dans les régions désertiques), dont sa frugalité, sa sûreté de pied et sa résistance. Il excelle en techniques de randonnée équestre de compétition, notamment grâce à sa résistance aux intempéries, et à la mobilisation de ses aptitudes au dressage et à la randonnée pour cette dernière discipline. Un Français, Nicolas Oreste, est devenu champion du monde par équipe et vice-champion du monde de TREC en 2012 avec son Barbe Obeyd Ifticen,.
En Europe, on retrouve tout particulièrement le Barbe dans le tourisme,.

### Endurance et courses
Dans la région de Tébessa (Algérie et Tunisie), le Barbe est élevé pour participer à des courses de plat ou d'endurance.
En endurance, ses représentants obtiennent des résultats notables, bien qu'ils soient peu présents au plus haut niveau de la discipline, avec de meilleures performances en course sur plusieurs jours. Il lui est notoirement préféré l'Arabe, dont l'ossature et les tissus sont réputés plus fins, et donc le croisement Arabe-Barbe. Jamali soutient que la spécialité du Barbe est l'endurance, notamment sur la base de la convergence morphologique. Il doit cependant affronter la très rude concurrence de l'Arabe, à la fois omniprésent et sélectionné depuis plus longtemps pour cette discipline,,. Les engagements du Barbe en endurance représentent un peu plus de 1 % du total des participations en compétition dans les années 2010.

### Saut d'obstacles

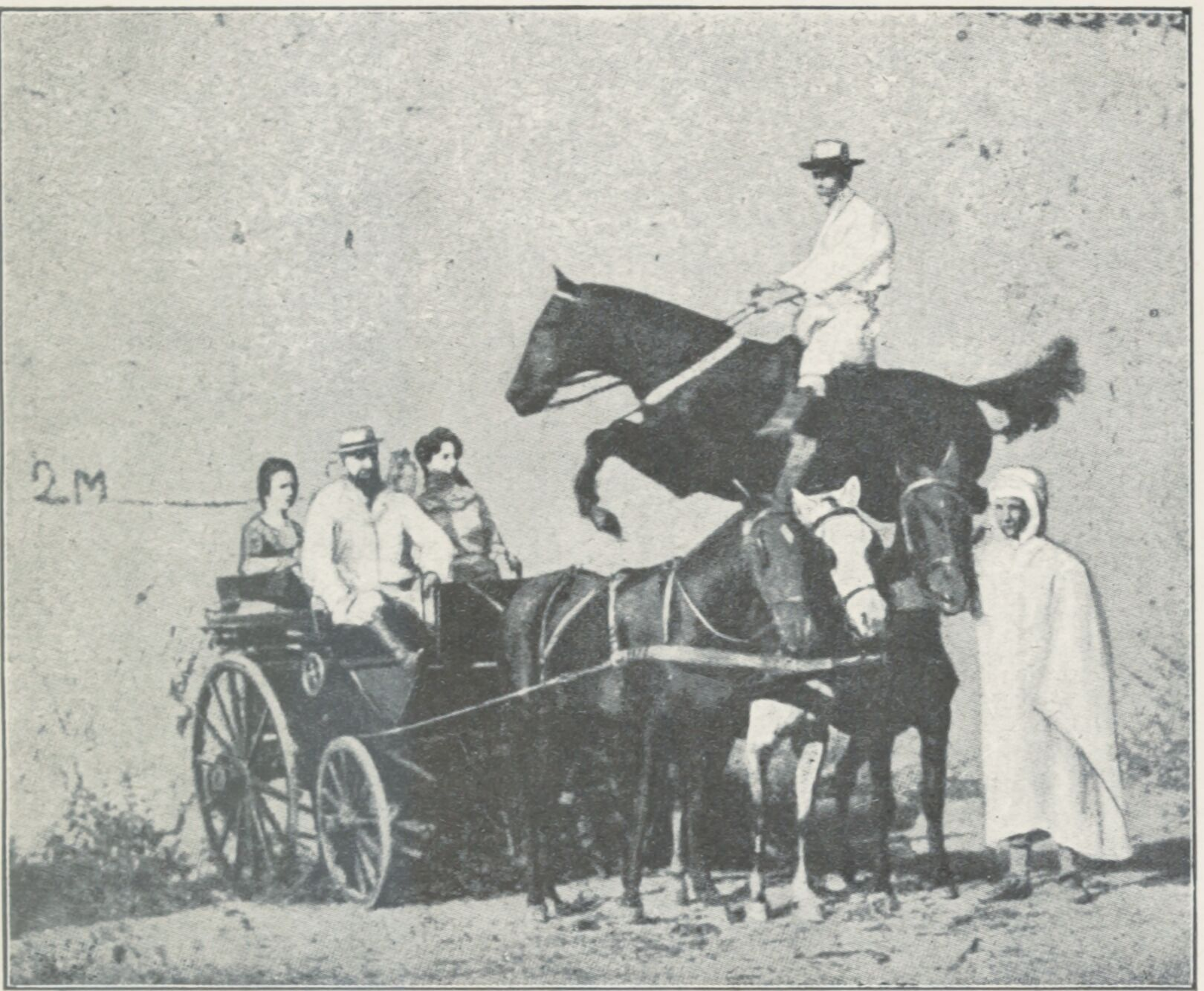
Le Barbe Messaoud, 1.57 m, sautant par-dessus un attelage de trois chevaux en 1913.

Dans son ouvrage Dressage en liberté du cheval d'obstacle (1913), le comte Louis d'Havrincourt présente plusieurs Barbe qu'il amène en tête des concours de la Société hippique française de l'époque. Messaoud, un Barbe de 1,57 m acheté à Constantine, était réputé capable de sauter jusqu'à une hauteur de deux mètres en portant 90 kg. Le lieutenant Licard vante à son tour les aptitudes du Barbe pour le saut d'obstacles.
En saut d'obstacles moderne, le Barbe est désormais limité dans ses performances, en raison de sa morphologie, et tout particulièrement de sa taille. En effet, les meilleurs chevaux modernes d'obstacles ont tous une taille avoisinant les 1,70 m. La seule option du Barbe en saut d'obstacles devient alors le concours en catégorie « poneys », s'il mesure moins de 1,48 m.

### Dressage et équitation classique

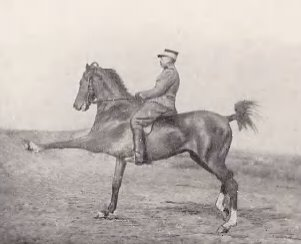
Étienne Beudant et le cheval Barbe Mimoun au trot en extension.

Le Barbe est souvent cité, dans les sources européennes récentes, pour son aptitude au dressage, bien que les sources originelles du berceau de race ne le décrivent jamais comme un cheval de dressage. Sa morphologie médioligne et sa croupe en pupitre lui confèrent une aptitude dans cette discipline. Il a longtemps fait partie des chevaux de dressage classique employés pour l'équitation de Cour. Durant les années 1910, l'écuyer Étienne Beudant a dressé plusieurs Barbe aux airs de haute école.
Il est beaucoup moins présent dans cet usage de nos jours, car la plupart des compétiteurs du dressage lui préfèrent le Pure race espagnole ou le Lusitanien, réputés plus brillants dans leur modèle et dans leurs allures. La morphologie du cheval de dressage requiert des avant-bras courts et des canons longs pour obtenir des allures relevées, ce qui est à l'opposé de la morphologie d'un cheval de course et d'endurance.

### Travail et traction utilitaire

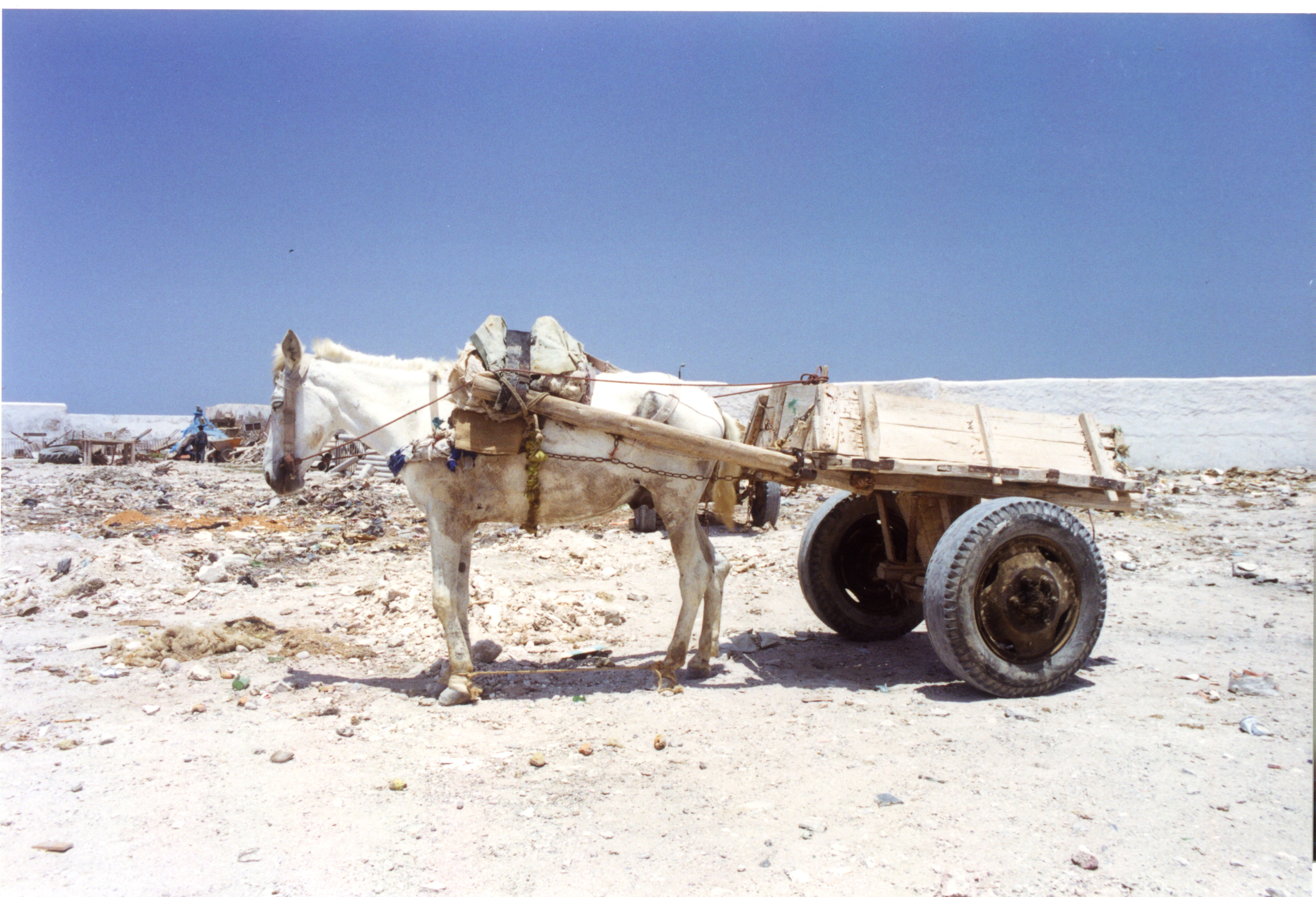
Barbe gris tractant un attelage de travail à Essaouira, en 2014 ; ses membres sont entravés.

Historiquement, le Barbe a toujours été utilisé pour une foule de travaux, souvent dans des conditions matérielles difficiles. Par exemple, il est attelé pour la traction agricole, parfois avec un âne, un bœuf ou un dromadaire, générant de nombreuses blessures d'attelage.
Les nomades et éleveurs du massif de l'Atlas et des Hauts plateaux d'Algérie continuent de recourir au Barbe dans leur travail quotidien. Les chevaux qui tractent des véhicules hippomobiles dans les villes marocaines sont généralement des Barbe, de même que ceux des travailleurs agricoles des régions reculées, telles que le Moyen Atlas. D'après Jamali, ces chevaux de traction restent les plus proches du Barbe originel.
Le Barbe peut être attelé en dehors du travail, pour les loisirs ou la compétition d'attelage.

### Usages militaires

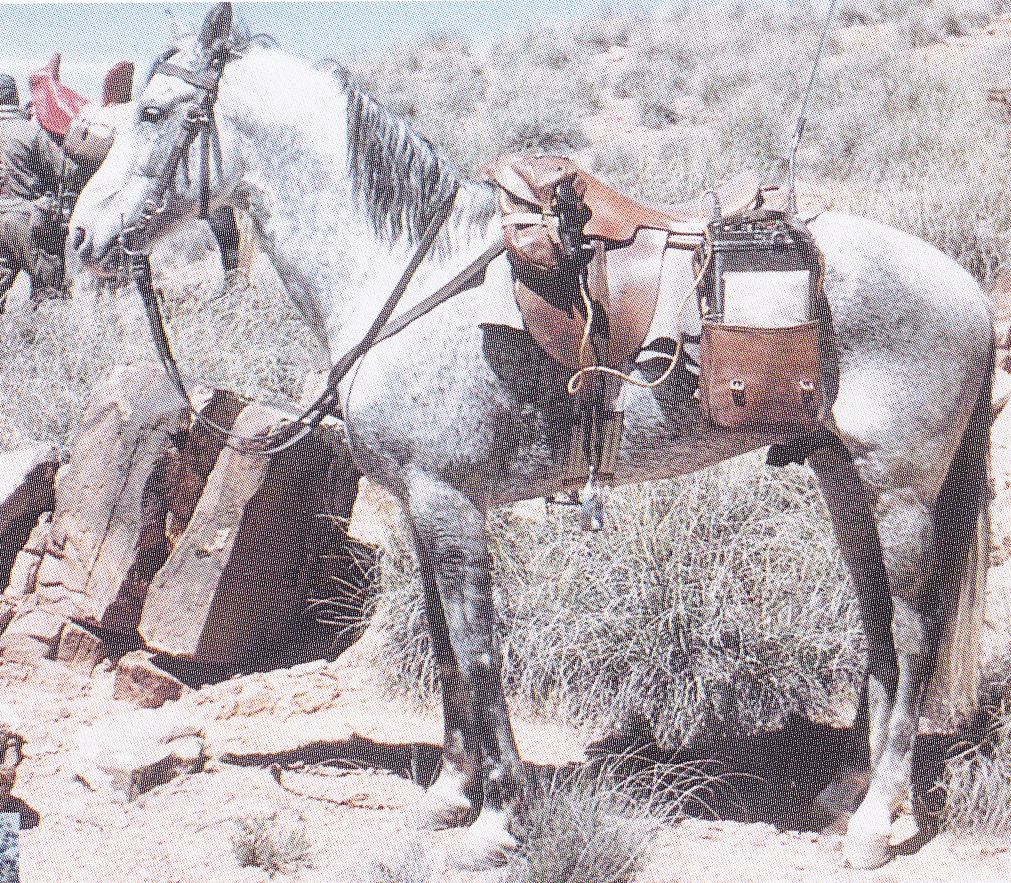
Barbe portant un harnachement de spahis ; le profil de tête de ce cheval associe zones convexes et concavité du chanfrein.

Le Barbe a historiquement beaucoup servi de cheval de guerre, car ses qualités de rusticité, de maniabilité et d'endurance correspondent à ce qui est recherché pour une monture de cavalerie. Les guerriers d'Afrique du Nord développent surtout sa rapidité, qui leur permet de s'échapper après le combat. Pendant la période coloniale entre le XIXe siècle et le milieu du XXe siècle, il est très recherché par la cavalerie française afin de remonter les régiments de spahis,,, à la renommée desquels il a participé, et arrive même en France métropolitaine. Une particularité de ces régiments est que les étalons soient montés ; une autre est la recherche d'un modèle beaucoup plus porteur, et de fait moins rapide que celui de l'époque pré-coloniale.
En Algérie, il est toujours utilisé par la garde républicaine. En Tunisie, la police l'emploie pour la patrouille. Au Maroc, ce sont les gardes du roi qui l'emploient pour le service.

### Fantasia /tbourida, apparat et spectacles

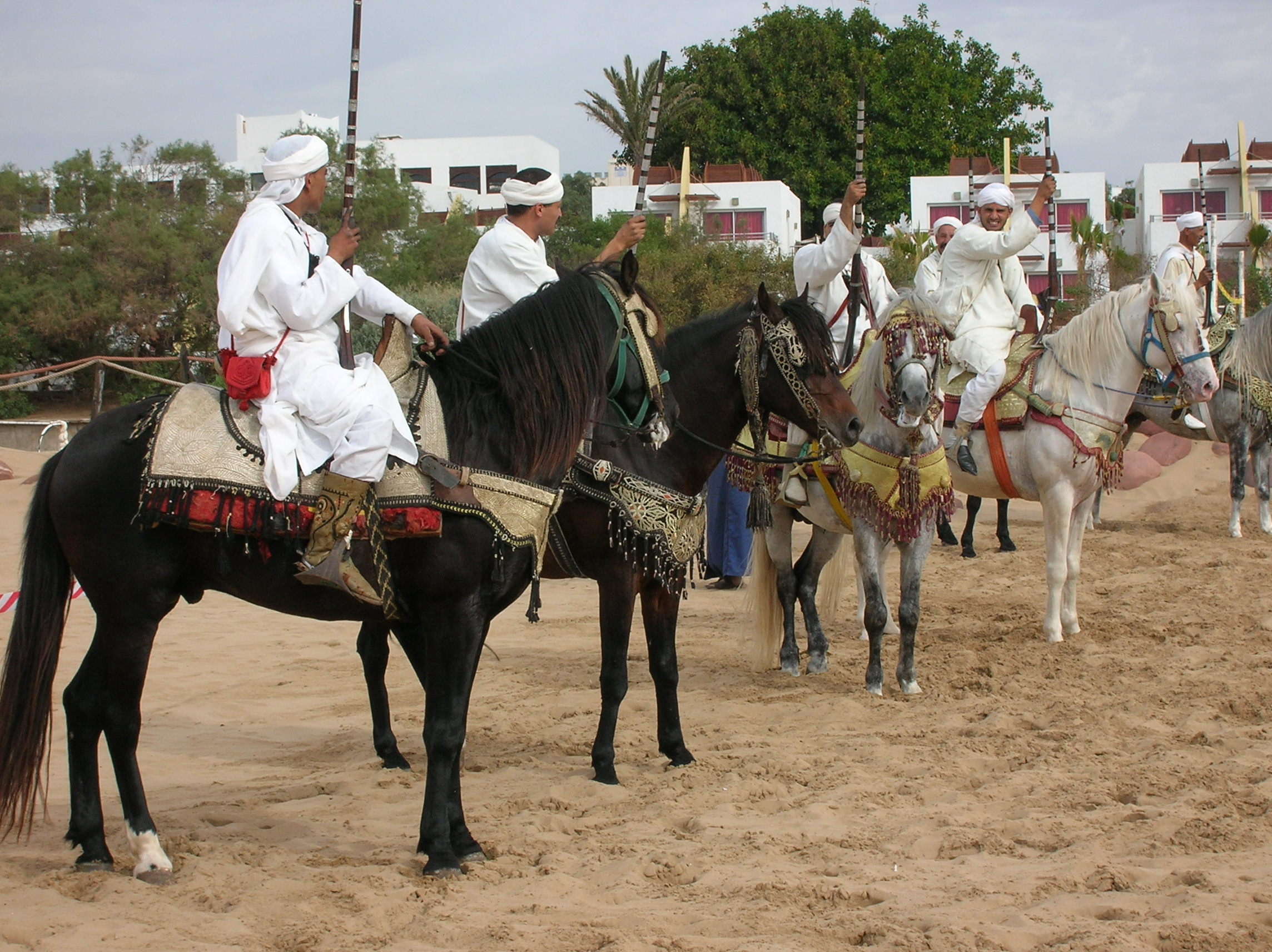
Cavaliers berbères d'Agadir, au Maroc.

Dans l'imaginaire collectif, le Barbe est particulièrement associé à la fantasia (nommée tbourida au Maroc), un spectacle culturel typique de l'Afrique du Nord. Ce spectacle d'apparat a été soutenu par le gouvernement du Maroc durant les années 2010, notamment pour favoriser le tourisme. La fantasia représente aussi la seule forme de survivance des traditions équestres nord-africaines. Au Maroc, le Barbe reste difficilement valorisé en dehors des festivités du Moussem ; les éleveurs sont incités en 2021 à sélectionner leurs chevaux via un système de valorisation commerciale.
Comme le souligne Yassine Jamali, la grande majorité des chevaux de tbourida marocains ne sont pas de pure race Barbe, mais issus de croisements avec des races de chevaux de plus grande taille, en particulier avec des étalons bretons amenés de France durant le protectorat pour des travaux agricoles,, mais aussi avec le Percheron, le Boulonnais et le Frison. La sélection pour la charge et l'apparat a favorisé une morphologie lourde. Ces chevaux de fantasia marocains portent néanmoins le nom de « Barbe », en dépit de leurs origines. Ils sont généralement inaptes aux usages autres que la parade, notamment aux sports équestres.
Le Barbe est un bon cheval de spectacle, grâce à ses facilités d'apprentissage.

### Cadeau diplomatique

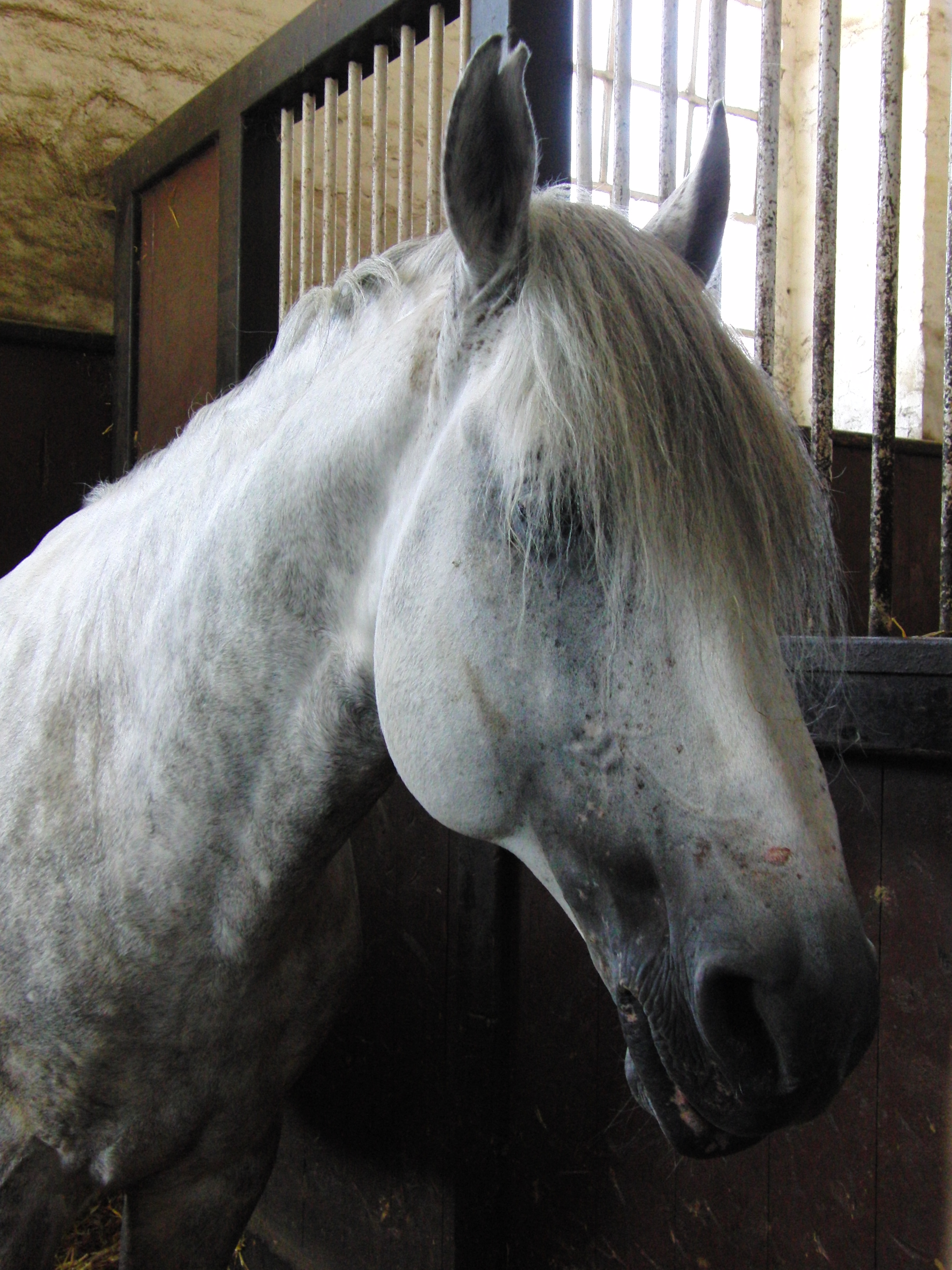
Tête du Barbe marocain Ouadoud, offert à la France par le roi du Maroc Mohammed VI en 2009.

Des chevaux Barbe sont régulièrement offerts en tant que cadeaux diplomatiques, en raison de leur valeur symbolique,. La reine Victoria en reçoit de la part du sultan du Maroc en avril 1850. Plusieurs présidents français en ont également reçu, mais d'après Jean-Louis Gouraud, la valeur de ce cadeau est souvent ignorée.
Valéry Giscard d'Estaing reçoit un étalon Barbe nommé Ouassal de la part du président algérien Houari Boumédiène en 1975, ce qui a failli mener à un incident diplomatique car la race Barbe n'est alors plus officiellement reconnue en France ; interdit de reproduction, Ouassal est cantonné au rôle dégradant de souffleur dans les haras nationaux français, n'étant officiellement autorisé à se reproduire qu'à la fin de sa vie,,, à l'âge de 19 ans. Son fils El Ouassal a pu se reproduire jusqu'en 2007.
Jacques Chirac reçoit le Barbe, Mabrouk, ou Mebrouk de la part du président algérien Abdelaziz Bouteflika lors de sa première visite officielle en Algérie, en février 2003, ; ce cheval est cependant dégradé en race Arabe-Barbe après son arrivée en France. Kheir, étalon Barbe offert par Bouteflika à Nicolas Sarkozy, est castré à la suite d'une artérite virale : il ne s'est vraisemblablement jamais reproduit.
En 2009, le Haras national du Pin, en France, fait savoir qu'il déplore la perte de son unique étalon reproducteur de race Barbe : le roi marocain Mohammed VI offre alors officiellement un étalon Barbe gris pommelé nommé Ouadoud, lors du Salon international du cheval d'El Jadida. Haut de 1,60 m, Ouadoud est plus grand que ne l'autorise le standard de sa race. Il est approuvé à la reproduction en février 2010.
En 2013, Bouteflika offre au président français François Hollande deux Barbe dont une poulinière, Sami et Sajda, mais ces deux chevaux sont séparés à leur arrivée en France. Depuis, comme tous ces chevaux offerts par des chefs d'état à la France, ils vivent tous deux au Haras national de Pompadour, en Corrèze,.

### Autres usages
Le Barbe est réputé pour être un très bon cheval d'instruction. Son tempérament et sa frugalité le rendent très apprécié et recherché dans les manèges. Il a fait partie des montures employées par les premiers centres équestres de France, alors nommés des « sociétés hippiques », après la dissolution des derniers régiments de Spahis.
Le cascadeur et voltigeur cosaque Pierre Pakhomoff a monté plusieurs chevaux Barbe à partir de 1954. Le Barbe a aussi sporadiquement été monté en chasse à courre. Le Dr vétérinaire Michel Gaudois, premier président de l'Association française du cheval Barbe, a pratiqué le polo avec des Barbe.

### Croisements

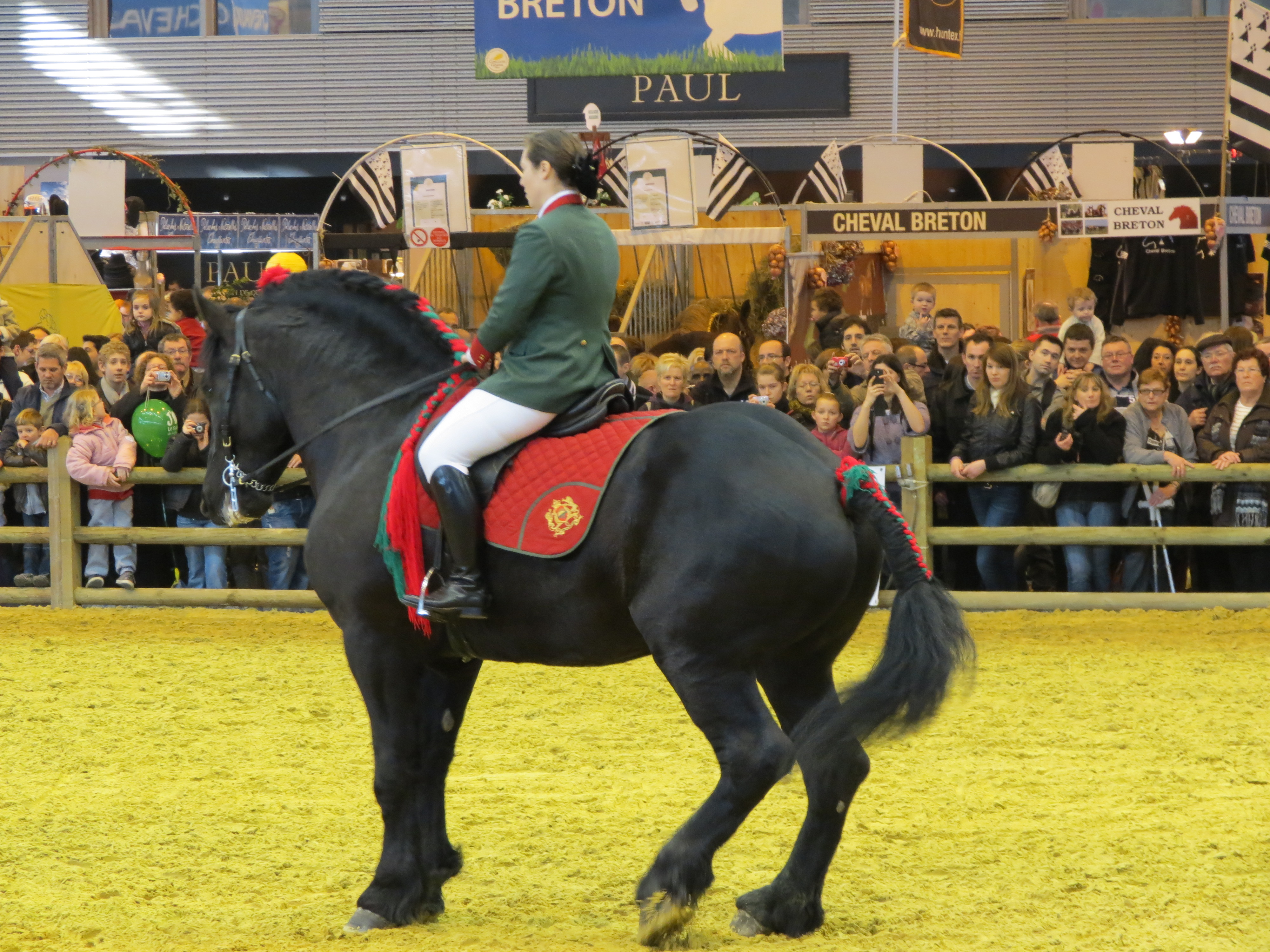
Percheron, propriété du roi du Maroc.

L'influence du Barbe sur les autres races de chevaux est prépondérante,,. D'après Elwyn Hartley Edwards, après l'Arabe, le Barbe est la race de chevaux qui a le plus influencé d'autres races dans le monde,.

#### En Europe
En Europe, le Barbe joue un rôle majeur dans l'élevage équin durant plusieurs siècles,. Il est notamment à l'origine de la sélection du Pure race espagnole et du Lusitanien,, les chevaux du sud de la Péninsule Ibérique résultant de son influence.
Il a significativement influencé le Connemara en Irlande, le Sarcidano en Sardaigne, et le cheval limousin. Il influence quelque peu le Cob normand et le Lipizzan d'Europe centrale (vraisemblablement via des chevaux ibériques), ainsi que le Maremmano italien et le Landais ; il est soupçonné d'avoir aussi influencé le Camargue, dans le sud de la France. On retrouve enfin son influence à l'origine de la sélection de l'Oldenbourg. Cette diffusion est soutenue par l'existence de l'haplotype Hs, dont la génétique des populations suggère qu'il est arrivé en Europe via l'Espagne, et par elle depuis l'Afrique du Nord.
Le Poney des Mogods, en Tunisie, présente lui aussi le type barbe.

#### Dans les Amériques

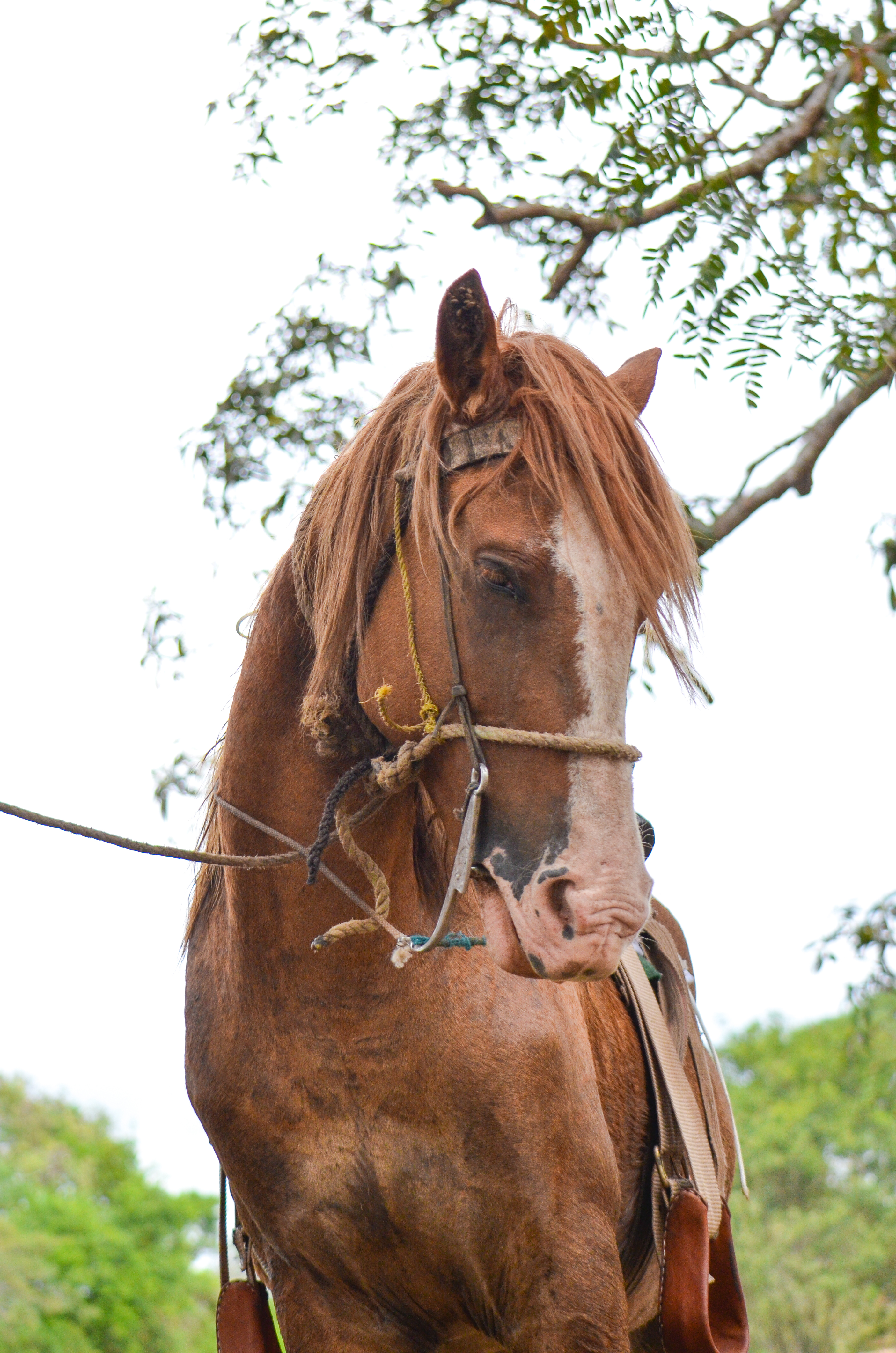
Un Criollo vénézuélien, l'une des nombreuses races de chevaux influencées par le Barbe.

La génétique du Barbe se retrouve, via la péninsule Ibérique, chez des chevaux exportés vers les Amériques à partir du XVe siècle. Il influence ainsi le Quarter Horse,, le Criollo argentin, le Crioulo brésilien, le Criollo uruguayen, le Criollo militar et le Mangalarga, le Campolina, le Paso Fino et le Paso péruvien. Le Barbe d'Abaco et le Mustang descendent de chevaux barbes et ibériques retournés à l'état sauvage.
Les chevaux américains les plus proches du Barbe sont regroupés sous le nom de Barbe espagnol,, ou de cheval colonial espagnol. Cependant, l'écuyer Jean-Claude Racinet estime que ces revendications de filiation reposent sur des hypothèses « extrêmement hasardeuses ».

#### En Afrique subsaharienne
Le Barbe est à l'origine d'une grande partie des chevaux d'Afrique subsaharienne, notamment de ceux du Tchad, du Nord du Togo et du Sénégal, du Mali, du Burkina Faso, du Niger, du Bénin, du Nigeria et du Cameroun,. Il influence entre autres les races sénégalaises M'Bayar, M'Par et Fouta,, le cheval du Hodh en Mauritanie et au Mali,, le Bélédougou et le Banamba du Mali, le Kirdi tchadien, le Nigérian et le Bhirum du Nigéria, le Djerma du Niger, ainsi que le Koto-koli du Bénin et du Togo. Les chevaux du Soudan présentent aussi un type barbe.
Ces chevaux (et poneys) africains sont généralement plus petits que le Barbe, et dotés d'un poitrail moins ouvert, mais ils présentent une physionomie générale comparable,. Le Dongola, un cheval typique d'Afrique subsaharienne, présente lui aussi le type barbe.

#### Quelle influence sur le Pur-sang?

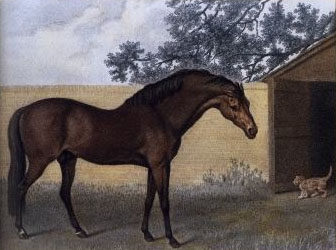
The Godolphin Arabian, peinture de George Stubbs.

L'influence du Barbe sur le Pur-sang fait débat, car la distinction entre Arabe, Barbe et Turcoman n'est pas claire pour les auteurs du XVIIe siècle d'une part,, et d'autre part, car le Barbe est perçu, à tort, comme ayant la morphologie d'un cheval de manège et non celle d'un cheval de course. En 2017, une étude sur le chromosome Y publiée dans Current Biology attribue au Pur-sang une origine Turcoman, cette dernière race étant aussi celle à laquelle le Pur-sang ressemble le plus phénotypiquement. Les résultats de l'étude génétique de Piro et collègues, publiés en 2019, montrent un éloignement entre le Pur-sang et le Barbe modernes, ce qui ne soutient pas l'hypothèse d'une influence du Barbe sur le Pur-sang. Cependant, les documents écrits d'époque mentionnent des chevaux Barbe aux origines du Pur-sang,, ce qui pour Denis Bogros et le Dr Jamali, entre autres, rend cette filiation « historiquement établie et indiscutable ». De plus, Cavendish décrit le Barbe comme le meilleur père de chevaux de course en Angleterre.
Un étalon présumé Barbe, Godolphin, a fait l'objet de très nombreuses spéculations ; il fait partie des trois étalons fondateurs de la race du Pur-sang,,. Dans son History of the British Turf parue en 1840, Whyte se réfère à ce cheval sous le nom de « The Godolphin Barb », ou « ainsi qu'il a été improprement nommé », le Godolphin Arabian, en y mettant de l'emphase. Il clarifie plus loin : « il a été considéré comme un Arabe, bien que sa morphologie ressemble plus à celle de la plus haute race de Barbes ». E. Anthony décrit lui aussi Godolphin comme un Barbe, tandis que Judith Blunt-Lytton soutient que Godolphin était un Arabe importé depuis la Tunisie. Des Barbe ont figuré parmi les juments anglaises à l'origine du Pur-sang,, notamment pendant la domination anglaise sur le port de Tanger, entre 1662 et 1683. Les étalons Curwen Barb et Toulouse Barb, ainsi que plusieurs étalons ayant appartenu à la famille Huttons vers 1700, sont clairement signalés comme appartenant à la race Barbe,.

#### Arabe-Barbe

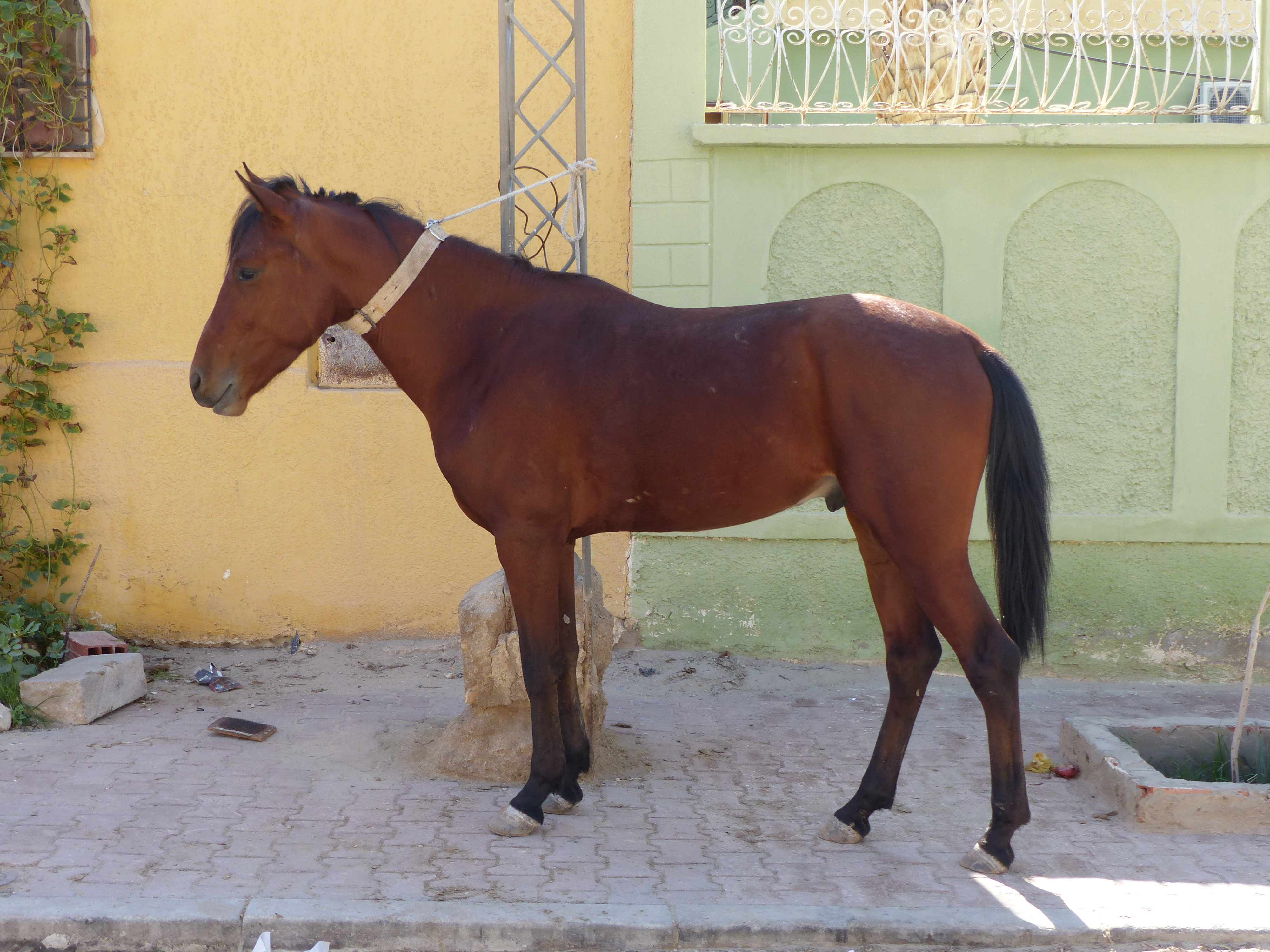
Arabe-Barbe bai à Tozeur, en Tunisie.

Les chevaux issus du croisement entre le Barbe et l'Arabe sont nommés Arabe-Barbe ; ils proviennent notamment de la jumenterie de Tiaret en Algérie, qui a croisé l'Arabe et le Barbe à partir de 1877,. Ils sont très communs dans toute l'Afrique du Nord, en raison des nombreux brassages de la population chevaline locale. L'Arabe-Barbe se trouve aussi dans la Péninsule Ibérique, et plus rarement en France.
D'autres croisements ont été tentés, donnant l'Anglo-Barbe et l'Anglo-Arabe-Barbe, mais ces croisements ne se sont pas pérennisés.

## Diffusion de l'élevage
Autochtone du Maghreb qui constitue son berceau de race,,, le Barbe a surtout été sélectionné sur les territoires correspondant au Maroc et à l'Algérie actuelles ; il est à la base de tous les chevaux du Maghreb, et se trouve aussi en Tunisie et en Libye. Les croisements avec l'Arabe sont plus fréquents dans ces deux derniers pays, rendant le Barbe libyen plus rapide que les autres, et son appartenance à la race Barbe controversée. Les pays du berceau de race tendent à mettre en place des politiques de préservation et de valorisation du Barbe. Les chevaux Barbe des Touaregs sont présumés avoir été moins croisés avec d'autres races.
Le Barbe s'est historiquement diffusé à la fois vers l'Afrique subsaharienne, l'Europe, et les Amériques :

« Si le cheval a un foyer, et sa dispersion aux quatre points cardinaux un épicentre, c'est en Berbérie, en Afrique du Nord, qu'ils se trouvent »

— Jean-Louis Gouraud, Chevaux
Jusqu'au XVIIIe siècle, il est exporté en grands nombres vers l'Europe, depuis le port de Tanger.
Il existe des populations de Barbe dans le Sahel, élevées par les Sahakolés, Peuls, Arabes sahéliens, et quelques tribus touarègues.
D'après Gouraud, le régiment de cavalerie honorifique sénégalais utilise des chevaux Barbe du Maroc. Le Barbe a vraisemblablement été exporté jusqu'en Indonésie, notamment sur l'île de Sumba ; il est aussi impliqué dans une expérience française d'acclimatation à Madagascar au XIXe siècle, et emmené en Indochine française.

### Au Maroc

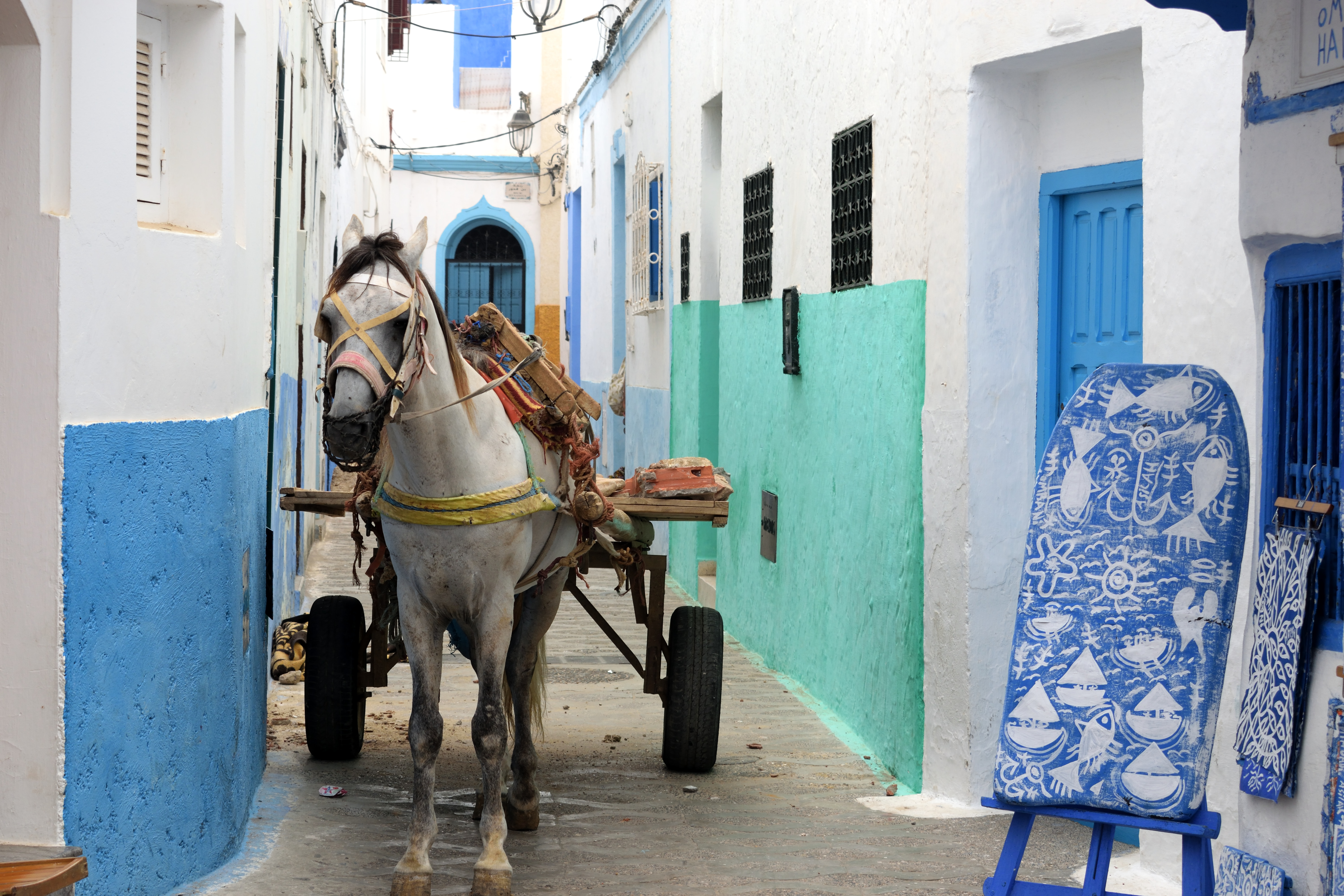
Charette hippomobile à plateau, au Maroc en 2019.

Au Maroc, la Société royale d'encouragement du cheval (SOREC) et le Ministère de l'agriculture et de la pêche maritime ont fortement investi pour le développement de l'élevage du Barbe. D'après la SOREC, l'effectif des chevaux Barbes marocains a augmenté de 50 % depuis la mise en place d'une politique de sauvegarde en 2011. Cela est dû à une inscription des chevaux dans le stud-book à titre initial.
En 2020, Gouraud soutient que le Maroc est devenu le principal pays d'élevage du Barbe, notamment grâce à la création du Salon international du cheval d'El Jadida en 2008.

### En Algérie

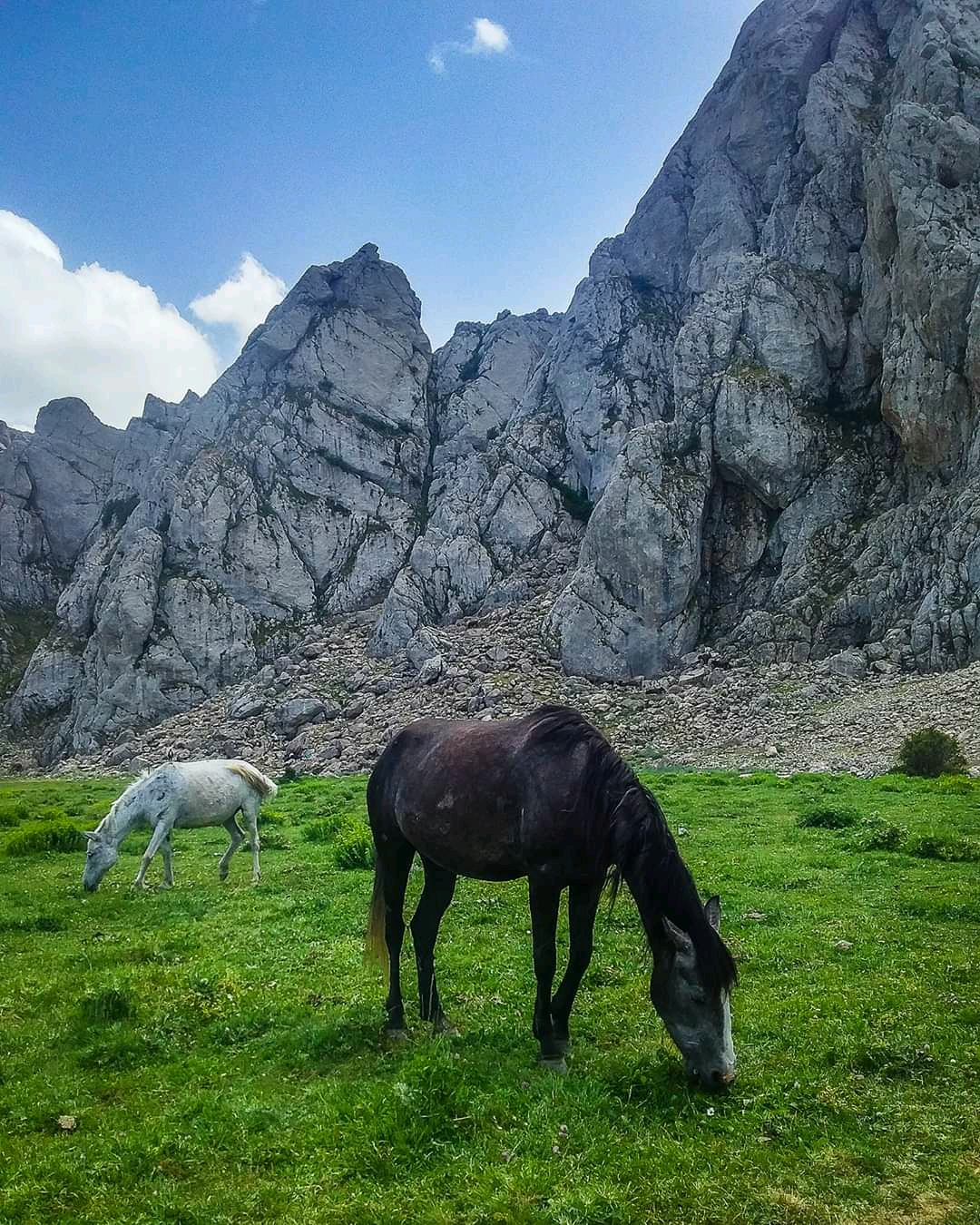
Chevaux Barbe de Kabylie.

En 2006, la population du Barbe en Algérie est d'environ 10 000 têtes. Cependant, leur nombre exact est difficile à estimer car les chevaux ne disposent pas de papiers d'identification, ce qui complique la distinction entre Barbe et Arabe-Barbe à moins de 25 % d'origines arabes. Le Barbe algérien est plus petit dans l'Ouest du pays que dans l'Est,.
En 2012, à l'occasion du 25e anniversaire de l'OMCB organisé à Alger, les partisans du Barbe annoncent leur volonté de mieux promouvoir la race. Dans le cadre du choix de Constantine comme capitale arabe de la culture, l'Algérie organise un festival national du cheval en 2015, visant à « faire revivre la légende du cheval berbère, connu sous le nom de cheval barbe ».

### En Tunisie

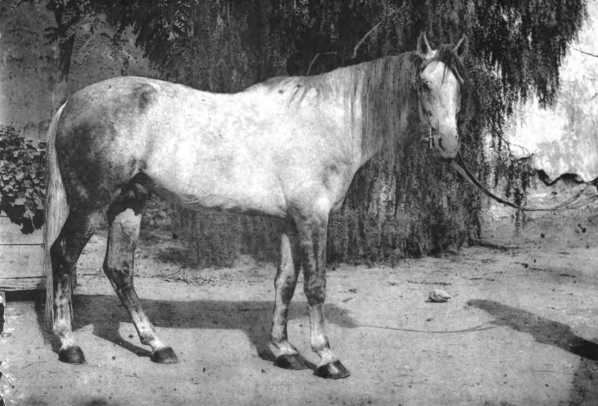
Barbe de la tribu des Fraichiches, 1893.

D'après Jemmali et al. (étude de 2017), la Tunisie compte environ 6 000 Barbe purs. D'après le journaliste Serge Farissier, l'Extrême Sud tunisien compte des chevaux barbes purs dans les régions de Gabès et d'El Hamma. Il s'en trouve aussi dans l'Est, près de l'Atlas et de la frontière avec l'Algérie, dans les plaines de Kasserine, Thala et du Kef, où il est élevé par les tribus Fraichiches et Ouderna. Le deuxième centre d'élevage du Barbe est au centre de la Tunisie, autour de Kairouan, notamment parmi les tribus Jlass et Souassi.

### En Europe
Le Barbe a été exporté plus récemment vers la Belgique, la Suisse, le Luxembourg et l'Allemagne. Ce dernier pays a développé un élevage sérieux de Berberpferd.
En 2018, la France compte 3 308 Barbes répertoriés, selon DAD-IS. Le Barbe y est environ trois fois plus rare que l'Arabe-Barbe. La race y est surtout élevée pour les loisirs et la randonnée, avec quelques élevages tournés vers l'endurance.

## Dans la culture

### Un déficit de prestige
Culturellement, et malgré sa grande importance dans l'élevage mondial, le Barbe n'a jamais été très apprécié, restant dans l'ombre du cheval arabe,,,, avec des prix de commercialisation largement inférieurs. Carayon souligne à ce titre que les qualités esthétiques de l'Arabe ont été constamment célébrées, participant à la renommée de cette race, tandis que le Barbe n'a bénéficié que d'un succès d'estime. Gouraud évoque un « déficit de prestige ». Jamali souligne une dépréciation du cheval indigène d'Afrique du Nord par les colons européens, depuis les Romains jusqu'aux Français.
D'après l'anthropologue français Jean-Pierre Digard, l'homophonie en français entre le Barbe, et la barbe qui pousse au menton des hommes, a pu nuire à la réputation de cette race de chevaux.

### Représentations dans les arts

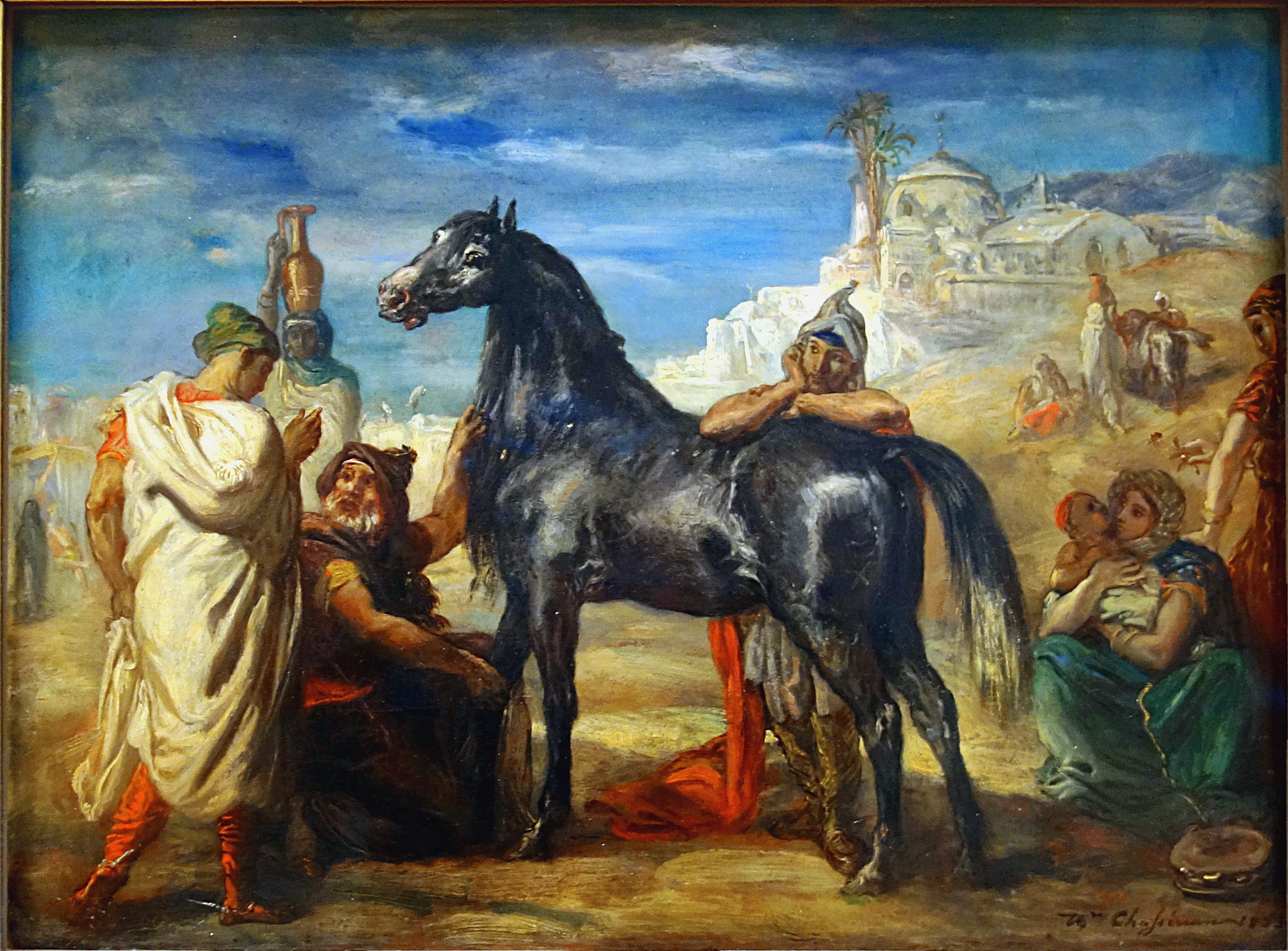
Marchand arabe présentant une jument (1853), un tableau de Théodore Chassériau inspiré par une scène de marchandage à Alger, dans lequel la jument présente le type arabe et non le type barbe.

Les chevaux d'Afrique du Nord font l'objet de représentations artistiques dès l'Antiquité, alors avec un certain réalisme. Yassine Hervé Jamali note une influence du modèle du cheval de cavalerie sélectionné par les Français à la fin du XIXe siècle sur les interprétations artistiques de l'historien de l'Antiquité Gabriel Camps, qui décrit l'encolure forte comme caractéristique du Barbe, alors que ce n'était probablement pas un critère morphologique pertinent pour caractériser le Barbe durant l'Antiquité.
Jean-Marie Lassère souligne que les artistes occidentaux du XIXe siècle représentent les chevaux du Maghreb sans fidélité au modèle d'origine, car ils « se sont acharnés à donner le type oriental le plus marqué à tous les chevaux qu’ils représentaient », en accentuant à outrance des caractéristiques typiques de l'Arabe, telles que le chanfrein concave et la croupe horizontale.
Le Pape Paul II organise des courses réservées aux chevaux Barbe, qui se déroulent sous les fenêtres de son palais, sur la via del Corso,. Au moins depuis le XVe siècle et jusqu'au XIXe siècle, ces chevaux barberi galopent, sans cavaliers, pendant le carnaval de Rome ; ce spectacle devient une source d'inspiration artistique,.

### Proverbes
Les qualités du Barbe ont donné naissance à des proverbes. Jacques de Solleysel affirme dans son œuvre Le parfait mareschal (1675) qu'« on dit que les barbes meurent, mais qu'ils ne vieillissent jamais, parce qu'ils conservent leurs nerfs », phrase qu'Éphrem Houël et Eugène Aureggio citent comme étant devenue un proverbe, sous la forme : « Les barbes meurent, mais ils ne vieillissent pas »,. Le général Eugène Daumas dit à son sujet qu'« il peut la faim, il peut la soif, il peut le froid, il peut le chaud, jamais il n’est fatigué », une phrase citée 150 ans plus tard comme un dicton qui s'appliquerait à la fois aux Berbères et à leurs chevaux.

### Mises à l'honneur
En 2010, Jean-Louis Gouraud appelle à la création d'une « Académie barbe d'art équestre », afin de mettre en valeur les capacités du Barbe au dressage classique et en spectacle. Le Barbe marocain fait partie des quatre races de chevaux mises à l'honneur pendant les Jeux équestres mondiaux de 2014,. Un Barbe nommé Alcoy apparaît dans la série télévisée occitane Pelòt, tournée en 2019.